# Bremer Fernsehpreis

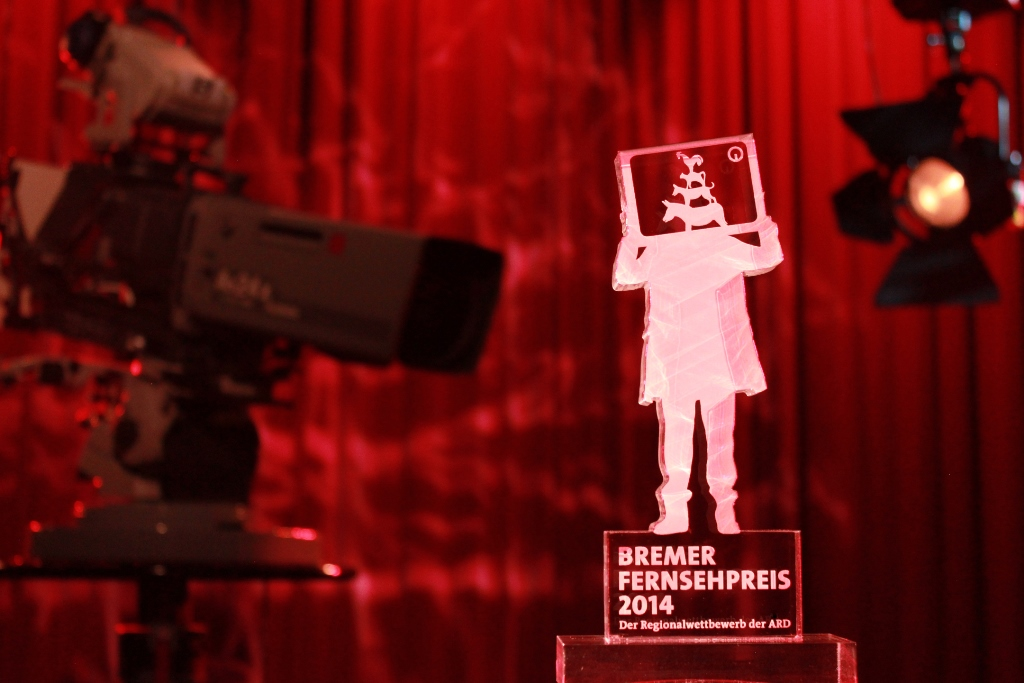
Bremer Fernsehpreis (Trophäe der jährlichen Auszeichnung)

Der Bremer Fernsehpreis (seit 2024 umbenannt in Bremer Fernseh- und Digitalpreis) ist der Regionalwettbewerb der ARD und wird jährlich in deren Auftrag von Radio Bremen in mehreren Kategorien vergeben. Der Fernsehpreis zeichnet herausragende Leistungen, Beiträge, Sendungen und Innovationen deutschsprachiger Regionalprogramme im öffentlich-rechtlichen und privaten Fernsehen aus.
Erstmals ausgelobt wurde der Preis 1974 als „Wettbewerb der Fernseh-Regionalprogramme“. In den Jahren von 1998 bis 2007 sowie 2009 fand keine Preisverleihung statt. Seit 2010 wird der Preis wieder jährlich vergeben, nunmehr unter Beteiligung der ARD und unter dem Namen Bremer Fernsehpreis – Der Regionalwettbewerb der ARD.
Bis 2008 wurde der Preis in drei Sparten vergeben, seither in vier bis sechs jährlich variierenden Kategorien. Die Gesamtdotierung betrug zwischen 3000 und 6000 Euro. Zusätzlich werden undotierte „Ehrende Anerkennungen“ für einzelne Beiträge oder ganze Sendungen vergeben. Inzwischen werden alle Auszeichnungen undotiert vergeben.
Die Teilnahme findet über Einreichung von Sendungen und Einzelbeiträgen der Sendeanstalten und Landesfunkhäuser aus dem deutschsprachigen Raum statt (Deutschland, Österreich und Schweiz). Ergänzend zur Preisverleihung veranstaltet Radio Bremen ein sogenanntes „Werkstattgespräch“, eine Fachveranstaltung zu medienrelevanten Themen.
Die Jury besteht aus einem Vorsitzenden und drei bis fünf Juroren, welche von Radio Bremen berufen werden.

## 2024
Im Jahr 2024 erhielt der Wettbewerb mit dem neuen Namen „Bremer Fernseh- und Digitalpreis“ auch eine erweiterte Ausrichtung: Es sollen nicht nur die besten regionalen TV-Produktionen ausgezeichnet werden, sondern auch regional ausgerichtete Ideen, Apps und digitale Formate aus den Bereichen Fernsehen und Internet. Der Wettbewerb feiert in diesem Jahr zudem sein 50-jähriges Bestehen.
Die Nominierungsjury bestand in diesem Jahr aus Hans Helmich (Deutsche Welle), Manuela Peter (MDR), Ute Wellstein (hr), Lothar Schmitz (SWR), Christian Mößner (BR), Gabriele von Moltke  (rbb), Verena Egbringhoff (WDR), Maxi Droste (ARD-Mediathek) und Pune Djalilevand (ARD Kontraste). Diese Kommissionlegte sich bei 120 Einreichungen auf 20 Nominierungen in sechs Kategorien fest. Unter dem Titel „Nah dran“ wurde zudem der Publikumspreis ermittelt. Das Werkstattgespräch hatte in diesem Jahr das Thema „Regional - non-linear“.
Die Preisverleihung fand am 8. November 2024 statt.
Nominierungen 2024
Kategorie: Bestes aktuelles Video
- Bistum Aachen veröffentlicht Namen der Missbrauchstäter, Aktuelle Stunde, 24. Oktober 2023 (WDR Köln)
- Erpel Edgar in Not, hessenschau, 21. November 2023 (hr Frankfurt)
- Nächtliche Schlange vor dem Bürgerbüro, WDR Lokalzeit, 6. Juni 2024 (WDR Düsseldorf)

Kategorie: Beste investigative Leistung
- Demokratie im Dorf vor dem Aus? Wer rettet die Kommunalpolitik, SWR-Story, 6. Juni 2024 (SWR Baden-Baden)
- Krise im Maßregelvollzug, rbb24 Abendschau, 5. Juli 2023 (rbb Berlin)
- Interview im Gefängnis: Falsche Ärztin bricht ihr Schweigen, hessenschau, 5. September 2023 (hr Frankfurt)

Kategorie: Bestes konstruktives Video
- Chaos als Therapie in der Demenz-WG, Lokalzeit, 12. Juni 2024 (WDR Dortmund)
- Gewalt im Amateurfußball, buten un binnen, 25. Juni 2024 (Radio Bremen)
- Landleben, Exakt, 1. November 2023 (MDR Leipzig)

Kategorie: Bestes regionales Mediathek-Format
- Der Mainzer Feuerteufel Teil 1, Nachtstreife Staffel 3, 30. April 2024 (SWR Baden-Baden)
- Die Kings von Kreuzberg, Unser Leben, 24. Januar 2024 (rbb Berlin)
- Sommer der Anarchie, Capital B, 3. Oktober 2023 (rbb Potsdam)
- Welcome to Berlin, 11. Juni 2024 (rbb Potsdam)

Kategorie: Beste Leistung vor der Kamera
- Janna Falkenstein – Live im Seniorenheim Potsdam Waldstadt, Der Tag, 24. April 2024 (rbb Potsdam)
- Yared Dibaba, Yared kommt rum, 28. Juni 2024 (NDR Hamburg)

Kategorie: Unser ganzer Stolz
- Saygin Yalcin, Money Maker, 13. Dezember 2023 (BR München)
- SWR Talentnetzwerk, 1. August 2023 (SWR Stuttgart)
- Politik & wir – der Communitytalk, 30. Januar 2024 (rbb Berlin)
- Lawinensprenger und Tragseil-Prüfer: Die Crew auf der Zugspitze, Abendschau Die Reportage, 28. März 2024 (BR München)
- Das Werder-Märchen 2004, 12. Mai 2024 (Radio Bremen)

Kategorie: Der Publikumspreis „Nah dran“

Vom 2. bis 27. September 2024 konnte zu 24 Einreichungen abgestimmt werden.
Die drei Produktionen mit den meisten Stimmen (in alphabetischer Reihenfolge):
- Kartoffelschälerin, Landesschau Rheinland-Pfalz, 16. April 2024 (SWR Mainz)
- Martina feiert ihre eigene Beerdigung, Lokalzeit, 9. April 2024 (WDR Duisburg)
- Neinsagen, Frag Uri, 17. Juni 2024 (BR München)

Preisträger 2024
Der Entscheidungs-Jury bestand aus Frank Plasberg, Clare Devlin (WDR), Birgitta Weber (SWR), Hans Helmich (DW), Andreas Jölli (ORF) und Inga Mathwig (NDR).
| Kategorie                          | Preisträger |
| ---------------------------------- | --- |
| Bestes aktuelles Video             | Björn Henke: „Nächtliche Schlange vor dem Bürgerbüro“, WDR Lokalzeit, 6.6.2024 (WDR Düsseldorf) |
| Beste investigative Leistung       | Katharina Singer: „Demokratie im Dorf vor dem Aus? Wer rettet die Kommunalpolitik“, SWR-Story, 6.6.2024 (SWR Baden-Baden) Norbert Siegmund: „Krise im Maßregelvollzug“, rbb24 Abendschau, 5.7.2023 (rbb Berlin) |
| Bestes konstruktives Video         | Justine Rosenkranz: „Chaos als Therapie in der Demenz-WG“, Lokalzeit, 12.6.2024 (WDR Dortmund) |
| Bestes regionales Mediathek-Format | Carmen Gräf, Susanne Heim: „Die Kings von Kreuzberg, Unser Leben“, 24.1.2024 (rbb Berlin) |
| Beste Leistung vor der Kamera      | Yared Dibaba: „Yared kommt rum“, 28.6.2024 (NDR Hamburg) |
| Unser ganzer Stolz                 | Moritz Cassalette, Felix Gerhardt: „Das Werder-Märchen 2004“, 12.5.2024 (Radio Bremen) |
| Nah dran - der Publikumspreis      | Christian Richter: „Martina feiert ihre eigene Beerdigung“, Lokalzeit, 9.4.2024 (WDR Duisburg) |

## 2023
Die Preisverleihung des Bremer Fernsehpreises 2023 wurde am 10. November 2023 bei Radio Bremen ausgetragen. Die Nominierungskommission wählte aus 116 Einreichungen insgesamt 20 Nominierungen. Unter dem Titel „Nah dran“ wurde wieder ein Publikumspreis ermittelt, bei dem erneut für 28 Produktionen gestimmt werden konnte. Das Werkstattgespräch hatte in diesem Jahr das Thema „Einsatz von künstlicher Intelligenz im Regionalen“.
Nominierungen 2023
Kategorie: Bester Beitrag „Aktuelles“
- Brandattacke in Ratingen-West, Lokalzeit Düsseldorf, 11. Mai 2023 (WDR Düsseldorf)
- Drama im Kleingarten, Lokalzeit aus Dortmund, 28. Mai 2023 (WDR Dortmund)
- Verwaltungsgericht verbietet Wohnparks, Abendschau, 22. Februar 2023 (rbb Berlin)

Kategorie: Beste investigative Leistung
- Gewalt in Kitas, Abendschau Der Süden, 22. Februar 2023 (BR München)
- Rechtsextremismus an Schule in Burg, Brandenburg aktuell, 25. April 2023 (rbb Brandenburg)
- Schwere Vorwürfe gegen Heimatverein Achenbach, Lokalzeit Südwestfalen, 7. Oktober 2022 (WDR Siegen)

Kategorie: Bestes crossmediales Regional-Projekt
- Im Herzen Jeck, WDR Lokalzeit, 6. Januar 2023 (WDR Düsseldorf)
- Live-Ticker zur Räumung von Lützerath, wdr.de, 8. Januar 2023 (WDR Köln)
- NDR auf’m Land, 14. November 2022 (NDR Hamburg)

Kategorie: Bestes regionales Streaming-Format
- F*ck Berlin, 2. Mai 2023 (rbb Potsdam)
- Feuer & Flamme, 9. Januar 2023 (WDR Köln)
- Feuerkinder – Über Leben nach der Katastrophe, 20. Februar 2023 (SWR Baden-Baden)
- Nature One – Wie der Techno in den Hunsrück kam/Mehr als Musik, 29. Juli 2022 (SWR Stuttgart)
- Raus aufs Land, 1. März 2023 (rbb Frankfurt/Oder)

Kategorie: Worauf wir besonders stolz sind
- Die Abschlussklasse, hessenschau, 1. Mai 2023 (hr Frankfurt)
- Die Flut und die Kinder, Lokalzeit extra, 17. Juli 2022 (WDR Bonn)
- Inklusive WG, Landesschau Baden-Württemberg, 7. November 2022 (SWR Stuttgart)
- Wer pflegt Mama?, buten un binnen, 28. Juli 2022 (Radio Bremen)

Kategorie: Beste Leistung vor der Kamera
- Interview rbb-Krise, rbb24 Abendschau, 8. August 2022 (rbb Berlin)
- Schalten aus Freudenberg, Aktuelle Stunde, 13. März 2023 (WDR Köln)

Kategorie: Der Publikumspreis „Nah dran“

28 Einreichungen wurden zur Wahl gestellt, die Abstimmung lief vom 1. bis zum 28. September 2023.
Die drei Produktionen mit den meisten Stimmen (in alphabetischer Reihenfolge):
- Ehrenamt-Serie: Grüne Damen, SWR Aktuell Baden-Württemberg, 4. Januar 2023 (SWR Stuttgart)
- Herr Hohl im Studio, Lokalzeit für Duisburg und den Niederrhein, 9. Januar 2023 (WDR Duisburg)
- Saubermänner, Landesschau Baden-Württemberg, 17. August 2023 (SWR Stuttgart)

Preisträger 2023
| Kategorie                             | Preisträger |
| ------------------------------------- | --- |
| Bester Beitrag „Aktuelles“            | Olaf Tack: „Drama im Kleingarten“, Lokalzeit aus Dortmund, 28.5.2023 (WDR Dortmund) |
| Beste investigative Leistung          | Nico van Capelle, Jo Goll, Sebastian Schiller, Phillipp Manske, Pune Djalilevand, Chris Humbs, Laura Ney: „Rechtsextremismus an Schule in Burg“, Brandenburg aktuell, 25.4.2023 (rbb Brandenburg) |
| Bestes crossmediales Regional-Projekt | Verschiedene Autoren: „NDR auf’m Land“, 14.11.2022 (NDR Hamburg) |
| Bestes regionales Streaming-Format    | Lina Krücken, Silke Schnee, Simon Heußen: „Feuer & Flamme“, 9.1.2023 (WDR Köln) |
| Worauf wir besonders stolz sind       | Lena Oldach: „Wer pflegt Mama?“, buten un binnen, 28.7.2022 (Radio Bremen) |
| Beste Leistung vor der Kamera         | Astrid Houben: „Schalten aus Freudenberg“, Aktuelle Stunde, 13.3.2023 (WDR Köln) |
| Sonderpreis der Jury                  | Rick Gajek, Birgit Sommer: „Die Abschlussklasse“, hessenschau, 1.5.2023 (hr Frankfurt) Gülseren Sengezer, Ekki Wetzel: „Feuerkinder – Über Leben nach der Katastrophe“, 20.02.2023 (SWR)          |
| Nah dran - der Publikumspreis         | Verschiedene Autoren: „Saubermänner“, Landesschau Baden-Württemberg, 17.8.2023 (SWR Stuttgart) |

## 2022
Im Jahr 2022 fand die Preisverleihung des Bremer Fernsehpreises bei Radio Bremen am 4. November 2022 statt. Aus 130 Einreichungen wählte die Nominierungskommission insgesamt 20 Nominierungen. Zusätzlich wurde in diesem Jahr unter dem Titel „Nah dran“ erstmals ein eigener Publikumspreis ermittelt, für den 28 Produktionen zur öffentlichen Abstimmung ausgewählt wurden. Für das Werkstattgespräch wurde erneut der Schwerpunkt angekündigt: „Unkonventionelle Produktionsmethoden – Pandemie forciert Innovation“.
Nominierungen 2022
Kategorie: Bester Beitrag vom Tag für den Tag
- Mayschoß hilft sich selbst, Landesschau Rheinland-Pfalz, 22. Juli 2021 (SWR)
- Hilfskonvoi Ukraine, Lokalzeit Münsterland, 3. März 2022 (WDR)
- Bundeswehr im Impfzentrum, Baden-Württemberg Aktuell, 29. November 2021 (SWR)

Kategorie: Beste investigative Leistung
- Balkon-Brand in den Hölk-Häusern, Schleswig-Holstein Magazin, 16. Februar 2022 (NDR)
- Schwarzarbeit im Hotel: ukrainische Flüchtlinge offenbar ausgenutzt und abgezockt, Hallo Niedersachsen, 1. Mai 2022 (NDR)
- Kirakosjan: Hochstaplerin oder Putins Gesandte?, Nordmagazin, 29. März 2022 (NDR)
- Mobbing an der Internationalen Schule Bremen?, buten un binnen, 3. Februar 2022 (Radio Bremen)

Kategorie: Bestes crossmediales Projekt
- Jetzt noch Soldat werden?, Landesschau Baden-Württemberg, 14. März 2022 (SWR)
- Diskriminierung im Job: Was ich nie wieder erleben will, Newsroom, 31. Mai 2022 (WDR)
- Dorfmenschen, Landesschau Rheinland-Pfalz, 19. Dezember 2021 (SWR)
- Jetzt mal konkret: Therapieplätze, rbb24 Abendschau, 22. Mai 2022 (rbb)
- WählBar, Hessenschau, 13. September 2021 (HR)

Kategorie: Beste Live-Reportage
- Unwetter - Live-Schalte nach Schleiden-Gemünd, Lokalzeit aus Aachen, 15. Juli 2021 (WDR)
- Live-Schalten zur Flut im Juli 2021, Lokalzeit aus Dortmund, 14. Juli 2021 (WDR)

Kategorie: Beste ‚leichte‘ Hand
- B 169 - Sedlitzern schwillt der Kamm, Brandenburg aktuell, 29. Juni 2022 (rbb)
- Weltmännertag, Hessenschau, 8. März 2022 (HR)
- Wer ist Wolfgang Wolle, Maintower, 20. Dezember 2021 (HR)

Kategorie: Beste Moderation / beste Präsentation
- Philipp Höppner: Demonstration 1. Mai, rbb24 Abendschau, 1. Mai 2022 (rbb)
- Lea Reinhard: buten un binnen, 16. Februar 2022 (Radio Bremen)
- Lara Lohmann: Man müsste mal … Haare spenden: Zopf ab, Glatze oder Rückzieher?, Lokalzeiten NRW, 26. Juli 2021 (WDR)

Kategorie: Der Publikumspreis „Nah dran“

- 28 Einreichungen wurden nominiert, die Abstimmung zum Publikumspreis lief vom 3. bis zum 21. Oktober 2022.

Preisträger 2022
| Kategorie                          | Preisträger                                                                                                |
| ---------------------------------- | --- |
| Bester Beitrag vom Tag für den Tag | Heiko Wirtz-Walter: „Mayschoß hilft sich selbst“, Landesschau Rheinland-Pfalz, 22.7.2021 (SWR, Mainz)      |
| Beste Moderation/neue Präsentation | Philipp Höppner: „Demonstration 1. Mai“, rbb24 Abendschau/rbb24.de, 1.5.2022 (rbb, Berlin)                 |
| Beste Live-Reportage               | Jan Schulte: Live-Schalten zur Flut im Juli 2021, Lokalzeit aus Dortmund, 14.7.2021, (WDR, Dortmund)       |
| Beste investigative Leistung       | Frank Breuner: „Kirakosjan: Hochstaplerin oder Putins Gesandte?“, Nordmagazin, 29.03.2022, (NDR, Schwerin) |
| Bestes crossmediales Projekt       | Jan-Peter Bartels, Simone Behse: „WählBar“, Hessenschau, 13.9.2021, (hr, Frankfurt am Main)                |
| Beste leichte Hand                 | Phillipp Manske: „B 169 – Sedlitzern schwillt der Kamm“, Brandenburg aktuell, 29.6.2022, (rbb, Potsdam)    |
| Sonderpreis der Jury               | Martin Besinger: „Jetzt noch Soldat werden?“, Landesschau Baden-Württemberg, 14.03.2022, (SWR, Stuttgart)  |
| Nah dran - der Publikumspreis      | Georg Bruder: „Grenz-Reportage Fohrenbühl“, SWR Aktuell Baden-Württemberg, 22.4.2022, (SWR, Stuttgart)     |

## 2021
Für den Bremer Fernsehpreis 2021 wählte die Nominierungskommission aus 90 Einreichungen insgesamt 17 Nominierungen. Die Preisverleihung für die Gewinner fand am 12. November 2021 bei Radio Bremen statt. Das Werkstattgespräch hatte das Thema: „Unkonventionelle Produktionsmethoden – Pandemie forciert Innovation“.
Nominierungen 2021
Kategorie: Bester Beitrag vom Tag für den Tag
- Bedrohliche Kälte – Obdachlose in Not, Lokalzeit Ruhr, 8. Februar 2021 (WDR, Essen)
- Privatpartys, Abendschau, 17. Oktober 2020 (rbb, Berlin)
- Personal am Limit – Auf der Intensivstation im Corona-Hotspot, Lokalzeit OWL, 14. Dezember 2020 (WDR, Bielefeld)
- Ode an das Grau, Hessenschau, 19. November 2020 (HR, Frankfurt)

Kategorie: Beste investigative Leistung
- Geheime Dokumente der Brebau: Wohnungen in Bremen nur für Weiße?, buten un binnen, 20. Mai 2021 (Radio Bremen)
- Sicherheitsfirmen, Abendschau, 30. Juni 2021 (rbb, Berlin)
- Mietzahlungen aus Ottweiler landen in der Karibik, Aktueller Bericht, 3. Februar 2021 (SR, Saarbrücken)

Kategorie: Bestes crossmediales Projekt
- Eure Fragen, Aktuelle Stunde, 15. Januar 2021 (WDR, Köln)
- Meinungsmelder, buten un binnen, 14. Mai 2021 (Radio Bremen)
- Corona hautnah, Lokalzeit Bonn, 13. Januar 2021 (WDR, Bonn)

Kategorie: Beste Live-Reportage / keine Nominierung
Kategorie: Beste ‚leichte‘ Hand
- Besser so: Leben für das Rindvieh, Lokalzeit aus Dortmund, 15. Juni 2021 (WDR, Dortmund)
- Plausch in der Heißmangel, Lokalzeit aus Düsseldorf, 5. Januar 2021 (WDR, Düsseldorf)
- Der Holzpenis, Die Abendschau, 30. November 2020 (BR, München)
- Ganß allein: Tierfilmer, MDR um 4, 28. Juli 2020 (MDR, Leipzig)

Kategorie: Beste Moderation
- Volker Wieprecht, Abendschau, 30. August 2020 (rbb, Berlin)
- Marvin Fischer, Maintower, 4. November 2020 (HR, Frankfurt)
- Désirée Rösch, Lokalzeit Essen, 25. März 2021 (WDR, Essen)

Nicht vertreten sind in diesem Jahr die Kategorien „Die beste Sendung“, „Das beste regionale Digital-Projekt“, „Worauf wir besonders stolz sind“, „Die beste Recherche“, und „Die gelungenste Zuschauerbeteiligung“.
Preisträger 2021
| Kategorie                          | Preisträger |
| ---------------------------------- | --- |
| Bester Beitrag vom Tag für den Tag | Ode an das Grau, Hessenschau, 19. November 2020 (HR, Frankfurt)                                                        |
| Beste investigative Leistung       | Geheime Dokumente der Brebau: Wohnungen in Bremen nur für Weiße?, buten un binnen, 20. Mai 2021 (Radio Bremen)         |
| Bestes crossmediales Projekt       | Meinungsmelder, buten un binnen, 14. Mai 2021 (Radio Bremen)                                                           |
| Beste ‚leichte‘ Hand               | Besser so: Leben für das Rindvieh, Lokalzeit aus Dortmund, 15. Juni 2021 (WDR, Dortmund)                               |
| Beste Moderation                   | Désirée Rösch, Lokalzeit Essen, 25. März 2021 (WDR, Essen)                                                             |
| Sonderpreis der Jury               | Sicherheitsfirmen, Abendschau, 30. Juni 2021 (rbb, Berlin) (in der Kategorie „Beste investigative Leistung“ nominiert) |
| Beste Live-Reportage               | Philipp Wellhöfer, Live-Schalten Bomben-Entschärfung, 19. Mai 2021 (hr, Frankfurt)                                     |

## 2014–2020
| 2020 0 | |
| --- | --- |
| Die Ausschreibung für den Bremer Fernsehpreis 2020 lief vom 6. Juli bis 26. August 2020. Anfang Oktober wählte die Vorjury aus 151 eingereichten Beiträgen und Sendungen in sieben Kategorien insgesamt 20 Nominierungen aus. Die Preisträger wurden in diesem Jahr am 13. November 2020 online bekannt gegeben. Nominierungen 2020 Kategorie: Die beste Sendung - Aktuelle Stunde, 6. Juni 2020 (WDR Köln) - Hessenschau, 20. Februar 2020 (HR Frankfurt am Main) Kategorie: Der einzelne Beitrag vom Tag für den Tag - Selbstmord Finanzminister Schäfer, 30. März 2020 (RTL Hessen, Frankfurt am Main) - Die Strandgrasnelke, 26. Mai 2020 (Schleswig-Holstein Magazin, NDR Kiel) - Der Tag danach: B68 nach der Autobahneröffnung, 19. November 2019 (Lokalzeit OWL, WDR Bielefeld) Kategorie: Die beste Moderatorin / Der beste Moderator - Tino Böttcher, 10. Oktober 2019 (Sachsenspiegel MDR Dresden) - Kristin Gesang, 29. Mai 2020 (Hessenschau, HR Frankfurt am Main) - Eva-Maria Lemke, 28. Januar 2020 (Abendschau, rbb Berlin) Kategorie: Worauf wir besonders stolz sind - Leben in der Landmannstraße, Folge 1, 8. April 2020 (Lokalzeit Köln, WDR Köln) - Vier von fünf Brüdern sterben im Krieg, 3. April 2020 (Lokalzeit OWL, WDR Bielefeld) - Wochenserie: Klassengesellschaft „Meine Welt - deine Welt“, 28. Januar 2020, (buten un binnen, Radio Bremen) Kategorie: Die beste Recherche - Pflege-WG, 22. Dezember 2019, (Hallo Niedersachsen, NDR Hannover) - Rechter Terror in Neukölln, 18. Juli 2019, 4. und 25. November 2019, 25. Januar 2020, 17. und 21. Februar 2020 (Abendschau, rbb Berlin) - Weitere Erkenntnisse im Wilke Wurstskandal, 15. Oktober 2019 (Hessenschau, HR Frankfurt am Main) Kategorie: Die gelungenste Zuschauerbeteiligung - hessen@home Song, 22. März 2020, (hessen@home, HR Frankfurt am Main) - Sing dela sing, 16. April 2020, (zibb, rbb Berlin) - zuLAUT, 30. Oktober 2019 (SWR Aktuell Rheinland-Pfalz, SWR Mainz) Neue Kategorie: Das beste regionale Digital-Projekt: - Aus dem Newsroom HQ - LIVE mit euch!, 2. und 12. Juni 2020 (YouTube-Kanal, WDR aktuell, WDR Köln) - Lohnt sich das?, 26. März 2020 (YouTube-Kanal, BR München) - SWR Heimat, 1. Juli 2019 bis 30. Juni 2020, (Instagram regional, SWR Stuttgart) Preisträger 2020 \| Kategorie \| Preisträger \| \| ------------------------------------------- \| ---------------------------------------------------------------------------------------------------------------------------- \| \| Die beste Sendung \| Aktuelle Stunde zu Missbrauchsfällen, 6. Juni 2020 (WDR Köln) \| \| Der einzelne Beitrag vom Tag für den Tag \| Die Strandgrasnelke, 26. Mai 2020 (Schleswig-Holstein Magazin, NDR Kiel) \| \| Die beste Moderatorin / Der beste Moderator \| Eva-Maria Lemke, 28. Januar 2020 (Abendschau, rbb Berlin) \| \| Worauf wir besonders stolz sind \| Leben in der Landmannstraße, Folge 1, 8. April 2020 (Lokalzeit Köln, WDR Köln) \| \| Die beste Recherche \| Pflege-WG, 22. Dezember 2019, (Hallo Niedersachsen, NDR Hannover) \| \| Die beste Zuschauerbeteiligung \| Sing dela sing, 16. April 2020, (zibb, rbb Berlin) \| \| Das beste regionale Digital-Projekt \| SWR Heimat, 1. Juli 2019 bis 30. Juni 2020, (Instagram regional, SWR Stuttgart) \| \| Sonderpreise der Jury \| zuLAUT, 30. Oktober 2019 (SWR Aktuell Rheinland-Pfalz, SWR Mainz) Lohnt sich das?, 26. März 2020 (YouTube-Kanal, BR München) \| | |
| Kategorie | Preisträger |
| Die beste Sendung | Aktuelle Stunde zu Missbrauchsfällen, 6. Juni 2020 (WDR Köln)                                                                |
| Der einzelne Beitrag vom Tag für den Tag | Die Strandgrasnelke, 26. Mai 2020 (Schleswig-Holstein Magazin, NDR Kiel)                                                     |
| Die beste Moderatorin / Der beste Moderator | Eva-Maria Lemke, 28. Januar 2020 (Abendschau, rbb Berlin)                                                                    |
| Worauf wir besonders stolz sind | Leben in der Landmannstraße, Folge 1, 8. April 2020 (Lokalzeit Köln, WDR Köln)                                               |
| Die beste Recherche | Pflege-WG, 22. Dezember 2019, (Hallo Niedersachsen, NDR Hannover)                                                            |
| Die beste Zuschauerbeteiligung | Sing dela sing, 16. April 2020, (zibb, rbb Berlin)                                                                           |
| Das beste regionale Digital-Projekt | SWR Heimat, 1. Juli 2019 bis 30. Juni 2020, (Instagram regional, SWR Stuttgart)                                              |
| Sonderpreise der Jury | zuLAUT, 30. Oktober 2019 (SWR Aktuell Rheinland-Pfalz, SWR Mainz) Lohnt sich das?, 26. März 2020 (YouTube-Kanal, BR München) |

| 2019 0 | |
| --- | --- |
| Für den Bremer Fernsehpreis 2019 wurden von einer Vorjury aus 126 eingereichten Beiträgen und Sendungen in sechs Kategorien insgesamt 24 Nominierungen ausgewählt. Diese stammten sämtlich aus öffentlich-rechtlichen Rundfunkanstalten, Beiträge privater Sender waren nicht vertreten. Die Verleihung fand am 8. November 2019 bei Radio Bremen statt. Zum Rahmenprogramm gehörte das Werkstattgespräch „Neue Trends im Regionalprogramm“, welches in diesem Jahr erstmals in Zusammenarbeit mit der ARD.ZDF medienakademie durchgeführt wurde. Nominierungen 2019 Kategorie: Die beste Sendung - Abendschau, 13. Oktober 2018 (rbb Berlin) - Aktuelle Stunde, 12. April 2019 (WDR Düsseldorf) - Hessenschau, 12. Juni 2019 (HR Frankfurt am Main) - Sachsenspiegel, 28. August 2018 (MDR Dresden) Kategorie: Der einzelne Beitrag vom Tag für den Tag - BVG-Jelbi-App-Selbsttest, 11. Juni 2019 (Abendschau, rbb Berlin) - Weltfrauentag, 8. März 2019 (buten un binnen, Radio Bremen) - Wie läuft’s mit 4G?, 19. März 2019 (Aktuelle Stunde, WDR Düsseldorf) - Wintermenschen, 8. Januar 2019 (Landesschau Baden-Württemberg, SWR Stuttgart) Kategorie: Die beste Moderatorin / Der beste Moderator - Eva-Maria Lemke, 15. Februar 2019 (Abendschau, rbb Berlin) - Felix Krömer, 7. Juni 2019 (buten un binnen, Radio Bremen) - Marcus Werner, 17. April 2019 (Lokalzeit OWL, WDR Bielefeld) Kategorie: Worauf wir besonders stolz sind - 5 Dinge nach dem Tod, 9. August 2018 (Lokalzeit aus Bonn, WDR Bonn) - 70 Jahre Grundgesetz, 19. bis 26. Mai 2019 (Abendschau, rbb Berlin) - Blind Date mit den Wählern – Rainer Rahn, 11. Oktober 2018 (Hessenschau, HR Frankfurt am Main) - Lungen-Transplantation geglückt, 28. Juni 2019 (Landesschau Rheinland-Pfalz, SWR Mainz) - Organspende, 28. bis 31. Mai 2019 (Schleswig-Holstein Magazin, NDR Kiel) Kategorie: Die beste Recherche - Brutale Rituale in der Handball-Jugendakademie in Flensburg, 11. Mai 2019 (Schleswig-Holstein Magazin, NDR Kiel) - Computernetzwerke der Landesbehörden unsicher? 16. Oktober 2018 (Lokalzeit aus Dortmund, WDR Dortmund) - Fake-Job-Angebote, 2. Mai 2019 (SWR Aktuell Baden-Württemberg, SWR Stuttgart) - McDonald’s, 22. Januar 2019 (buten un binnen, Radio Bremen) - Serie Schießstände Polizei, 10. September 2018 bis 22. März 2019 (Abendschau, rbb Berlin) Kategorie: Die gelungenste Zuschauerbeteiligung - #lichtbeidernacht, 21. Dezember 2018 (Lokalzeit Ruhr, WDR Essen) - Strickaktion, November 2018 - Februar 2019 (MDR um 4, MDR Leipzig) - Wohnungsnot im Westen, 6. und 7. Juli 2018 (Aktuelle Stunde, WDR Düsseldorf) Preisträger 2019 \| Kategorie \| Preisträger \| \| ------------------------------------------- \| ----------------------------------------------------------------------------------------------------------------------------------------- \| \| Die beste Sendung \| Abendschau, 13. Oktober 2018 (rbb Berlin) \| \| Der einzelne Beitrag vom Tag für den Tag \| Wintermenschen, 8. Januar 2019 (Landesschau Baden-Württemberg, SWR Stuttgart) \| \| Die beste Moderatorin / Der beste Moderator \| Felix Krömer, 7. Juni 2019 (buten un binnen, Radio Bremen) \| \| Worauf wir besonders stolz sind \| 5 Dinge nach dem Tod, 9. August 2018 (Lokalzeit aus Bonn, WDR Bonn) \| \| Beste Recherche \| Fake-Job-Angebote, 2. Mai 2019 (SWR Aktuell Baden-Württemberg, SWR Stuttgart) McDonald’s, 22. Januar 2019 (buten un binnen, Radio Bremen) \| \| Gelungenste Zuschauerbeteiligung \| #lichtbeidernacht, 21. Dezember 2018 (Lokalzeit Ruhr, WDR Essen) \| \| Sonderpreis der Jury \| Weltfrauentag, 8. März 2019 (buten un binnen, Radio Bremen) \| Ein spezieller „Sonder-Sonderpreis der Jury“ wurde dem langjährigen Organisator des Bremer Fernsehpreises, Peter Chojnacki, verliehen. | |
| Kategorie | Preisträger |
| Die beste Sendung | Abendschau, 13. Oktober 2018 (rbb Berlin)                                                                                                 |
| Der einzelne Beitrag vom Tag für den Tag | Wintermenschen, 8. Januar 2019 (Landesschau Baden-Württemberg, SWR Stuttgart)                                                             |
| Die beste Moderatorin / Der beste Moderator | Felix Krömer, 7. Juni 2019 (buten un binnen, Radio Bremen)                                                                                |
| Worauf wir besonders stolz sind | 5 Dinge nach dem Tod, 9. August 2018 (Lokalzeit aus Bonn, WDR Bonn)                                                                       |
| Beste Recherche | Fake-Job-Angebote, 2. Mai 2019 (SWR Aktuell Baden-Württemberg, SWR Stuttgart) McDonald’s, 22. Januar 2019 (buten un binnen, Radio Bremen) |
| Gelungenste Zuschauerbeteiligung | #lichtbeidernacht, 21. Dezember 2018 (Lokalzeit Ruhr, WDR Essen)                                                                          |
| Sonderpreis der Jury | Weltfrauentag, 8. März 2019 (buten un binnen, Radio Bremen)                                                                               |

| 2018 0 | |
| --- | --- |
| 2018 wurden aus 117 eingereichten Beiträgen und Sendungen 24 Nominierungen in sechs Kategorien für den Bremer Fernsehpreis ausgewählt. Die Vorjury bestand wie im Jahr zuvor aus Kristina Böker (SWR), Verena Egbringhoff (WDR), Jess Hansen (Joker Pictures), Christian Mößner (BR), Gabriele von Moltke (rbb) und Ute Wellstein (hr), hinzu kamen Christian Buch (MDR) und Neele Knetemann (RTL). Die Preisverleihung fand am 9. November 2018 unter der Jury aus Frank Plasberg (ARD-Moderator, hart aber fair, Leitung); Gesa Eberl (n-tv), Birgitta Weber (SWR), Hans Helmich (DW), Clare Devlin (WDR) und Andreas Jölli (ORF) im Radio Bremen-Studio statt. Es gratulierten u. a. Radio Bremen-Programmdirektor Jan Weyrauch und Ulrich Wilhelm, ARD-Vorsitzender und Intendant des Bayerischen Rundfunks. Nominierungen 2018 Kategorie: Die beste Sendung - Abendschau, 20. März 2018 (rbb Berlin) - Aktuelle Stunde, 28. November 2017 (WDR Düsseldorf) - Hessenschau, 3. September 2017 (HR Frankfurt am Main) - Wir in Bayern, 20. Februar 2018 (BR München) Kategorie: Der einzelne Beitrag vom Tag für den Tag - Blind, 24. April 2018 (RTL Nord, RTL Hamburg) - Elke Twesten, 4. August 2017 (Hallo Niedersachsen, NDR Hannover) - Kampf um eine albanische Familie, 17. August 2017 (Schleswig-Holstein Magazin, NDR Kiel) - Würden Sie CSU wählen?, 18. Juni 2018 (buten un binnen, Radio Bremen) Kategorie: Die beste Moderatorin / Der beste Moderator - Dirk Platt, Studiogespräch mit Hans Joachim Schellnhuber, 12. Dezember 2017, (Brandenburg Aktuell, RBB Potsdam-Babelsberg) - Jan Starkebaum, Regierungskrise in Niedersachsen, 4. August 2017 (Hallo Niedersachsen, NDR Hannover) - Sabrina Ilski, live vor Ort bei der Landesgartenschau in Bad Iburg, 18. April 2018 (RTL Nord, RTL Niedersachsen/Bremen) Kategorie: Worauf wir besonders stolz sind - 5EuroTräume, 14.–18. August 2017 (RTL Nord, RTL Hannover) - Abendschau, 19. Dezember 2017 (RBB Berlin) - Jetzt mal ehrlich, 23. August 2017–10. April 2018 (Lokalzeit OWL, WDR Bielefeld) - MDR Frühlingserwachen, März und April 2018 (MDR Leipzig) - Sing mich, 01.–2. April 2018 (Aktuelle Stunde, WDR Düsseldorf) - Song „Alles wird gut“ der Band Echo Appartment - Thema der Woche: Volkskrankheit Depression, 18.–23. Juni 2018 (Hallo Niedersachsen, NDR Hannover) - Zurück in die Herkunft, 31. Januar – 2. Februar 2018 (zibb, RBB Potsdam) Kategorie: Die beste Recherche - Betrug mit Flüchtlingswohnungen, 24. April 2018 (Hamburg-Journal, NDR Hamburg) - Serie Überlastete Justiz, 19.–25. März 2018 (Abendschau, RBB Berlin) - Unterbringung von Flüchtlingen in Hotels in NRW / Wer verdient an Flüchtlingen? / Flüchtlinge in Hotels: Wie geht es in Köln weiter?, 13./20./25. Juni 18 (Aktuelle Stunde, WDR Köln) Kategorie: Die gelungenste Zuschauerbeteiligung - #Abgasalarm, 29. November 2017 (Landesschau Baden-Württemberg, SWR Baden-Baden) - NRW summt, 16. April 2018 (Hier und heute, WDR Köln) - Robur: Sadenbecker See, 24. Juni 2018 (Brandenburg Aktuell, RBB Potsdam-Babelsberg) Preisträger 2018 \| Kategorie \| Preisträger \| \| ------------------------------------------- \| -------------------------------------------------------------------------------------------------------------------------------------- \| \| Die beste Sendung \| Abendschau vom Breitscheidplatz, 19. Dezember 2017 (rbb, Berlin) \| \| Der einzelne Beitrag vom Tag für den Tag \| Blind, 24. April 2018 (RTL Nord, RTL Hamburg) Kampf um eine albanische Familie, 17. August 2017 (Schleswig-Holstein Magazin, NDR Kiel) \| \| Die beste Moderatorin / Der beste Moderator \| Kein Preis vergeben \| \| Worauf wir besonders stolz sind \| Sing mich, 01.–2. April 2018 (Aktuelle Stunde, WDR Düsseldorf) – Song: Echo Appartment – „Alles wird gut“ \| \| Beste Recherche \| Betrug mit Flüchtlingswohnungen, 24. April 2018 (Hamburg-Journal, NDR Hamburg) \| \| Gelungenste Zuschauerbeteiligung \| #Abgasalarm, 29. November 2017 (Landesschau Baden-Württemberg, SWR Baden-Baden) NRW summt, 16. April 2018 (Hier und heute, WDR Köln) \| \| Sonderpreis der Jury \| Angriff auf Bürgermeister von Altena, 28. November 2017 (Aktuelle Stunde, WDR Düsseldorf) \| | |
| Kategorie | Preisträger |
| Die beste Sendung | Abendschau vom Breitscheidplatz, 19. Dezember 2017 (rbb, Berlin)                                                                       |
| Der einzelne Beitrag vom Tag für den Tag | Blind, 24. April 2018 (RTL Nord, RTL Hamburg) Kampf um eine albanische Familie, 17. August 2017 (Schleswig-Holstein Magazin, NDR Kiel) |
| Die beste Moderatorin / Der beste Moderator | Kein Preis vergeben |
| Worauf wir besonders stolz sind | Sing mich, 01.–2. April 2018 (Aktuelle Stunde, WDR Düsseldorf) – Song: Echo Appartment – „Alles wird gut“                              |
| Beste Recherche | Betrug mit Flüchtlingswohnungen, 24. April 2018 (Hamburg-Journal, NDR Hamburg)                                                         |
| Gelungenste Zuschauerbeteiligung | #Abgasalarm, 29. November 2017 (Landesschau Baden-Württemberg, SWR Baden-Baden) NRW summt, 16. April 2018 (Hier und heute, WDR Köln)   |
| Sonderpreis der Jury | Angriff auf Bürgermeister von Altena, 28. November 2017 (Aktuelle Stunde, WDR Düsseldorf)                                              |

| 2017 0 | |
| --- | --- |
| 2017 wurden 116 Beiträge für den Bremer Fernsehpreis eingereicht, 23 Beiträge und Sendungen wurden in sechs Kategorien nominiert. Die Jury für die Vorauswahl bestand aus Frank Plasberg (hart aber fair), Kristina Böker (SWR), Verena Egbringhoff (WDR), Jess Hansen (Joker Pictures), Christian Mößner (BR), Gabriele von Moltke (rbb) und Ute Wellstein (hr). Nominierungen 2017 Kategorie: Die beste Sendung - Aktuelle Stunde vom 29. Juni 2017 (WDR Düsseldorf) - Hallo Niedersachsen vom 27. Juli 2017 (NDR Hannover) - Lokalzeit am Samstag vom 6. Mai 2017 (WDR Essen) Kategorie: Der einzelne Beitrag vom Tag für den Tag - Nach dem Axtangriff – Wie geht's den Opfern?, Lokalzeit (WDR Düsseldorf) - Irische Landfahrer, Hessenschau (hr Frankfurt) - Dildokreuz an St. Stephani, buten un binnen (Radio Bremen) Kategorie: Die beste Moderatorin / Der beste Moderator - Felix Krömer, buten un binnen vom 25. Januar 2017 (Radio Bremen) - Jessy Wellmer, rbb Aktuell vom 12. April 2017 (rbb Berlin) - Anne Willmes, Lokalzeit vom 15. Juni 2017 (WDR Essen) Kategorie: Worauf wir besonders stolz sind - #ausgesetzt, Aktuelle Stunde vom 5. April 2017 (WDR Düsseldorf) - Ansichtssache, Abendschau vom 22. März 2017 (rbb Berlin) - Der Bürgerempfang zum 25-jährigen Jubiläum von Brandenburg aktuell, Brandenburg aktuell vom 6. Mai 2017 (rbb Potsdam) - Warum ich? Überraschung, du bist heute Büttenredner, Lokalzeit OWL vom 27. Februar 2017 (WDR Bielefeld) - Wo bin ich? Naturkundemuseum, MDR Sachsen-Anhalt heute vom 25. September 2016 (MDR Magdeburg) Kategorie: Die beste Recherche - Anis Amri, Abendschau ab Januar 2017 (rbb Berlin) - Medikamentenversuche an Heimkindern, Schleswig-Holstein Magazin vom 11. Oktober 2016 (NDR Kiel) - Phantomflüchtlinge, Sachsenspiegel vom 27. August 2016 (MDR) - Schleuser im Krankenhaus, Hamburg Journal vom 30. November 2016 (NDR Hamburg) Kategorie: Die gelungenste Zuschauerbeteiligung - MDR Vereinssommer, MDR um 2/MDR um 4 vom ab 26. Juni 2017 (MDR Leipzig) - Längster Faschingsumzug, Hessenschau vom 28. Februar 2017 (hr) - Dieselgipfel, Aktuelle Stunde vom 29. Juli 2017 (WDR Düsseldorf) - Kettenserie „Wer kennt wen“, buten un binnen vom 15. August 2016 (Radio Bremen) - Herzenssache – Lieblingsmenschen Danke sagen, zibb vom 5. Dezember 2016 (rbb Potsdam) Preisträger 2017 Die Preisverleihung fand am 17. November 2017 im „Event-Studio“ von Radio Bremen statt. Die Jury 2017: Frank Plasberg (ARD-Moderator, Leitung); Gesa Eberl (Moderatorin bei n-tv und RTL), Hans Helmich (DW-TV), Brigitta Weber (SWR) und Andreas Jölli (ORF). Das Werkstattgespräch befasste sich mit dem Thema „Neue Trends im Regionalprogramm“. \| Kategorie \| Preisträger \| \| ------------------------------------------- \| ------------------------------------------------------------------------------------------------------------------------------------------------------------- \| \| Die beste Sendung \| Hallo Niedersachsen vom 27. Juli 2017 (NDR Hannover) \| \| Der einzelne Beitrag vom Tag für den Tag \| Dildokreuz an St. Stephani, buten un binnen (Radio Bremen) \| \| Die beste Moderatorin / Der beste Moderator \| Anne Willmes, Lokalzeit vom 15. Juni 2017 (WDR Essen) \| \| Worauf wir besonders stolz sind \| #ausgesetzt, Aktuelle Stunde vom 5. April 2017 (WDR Düsseldorf) Wo bin ich? Naturkundemuseum, MDR Sachsen-Anhalt heute vom 25. September 2016 (MDR Magdeburg) \| \| Beste Recherche \| Anis Amri, Abendschau ab Januar 2017 (rbb Berlin) Medikamentenversuche vom 11. Oktober 2016 (NDR Kiel) \| \| Gelungenste Zuschauerbeteiligung \| Herzenssache, zibb vom 5. Dezember 2016 (rbb Potsdam) \| \| Sonderpreis: Kommentarformat \| Ansichtssache, Abendschau vom 22. März 2017 (rbb Berlin) \| | |
| Kategorie | Preisträger |
| Die beste Sendung | Hallo Niedersachsen vom 27. Juli 2017 (NDR Hannover) |
| Der einzelne Beitrag vom Tag für den Tag | Dildokreuz an St. Stephani, buten un binnen (Radio Bremen) |
| Die beste Moderatorin / Der beste Moderator | Anne Willmes, Lokalzeit vom 15. Juni 2017 (WDR Essen) |
| Worauf wir besonders stolz sind | #ausgesetzt, Aktuelle Stunde vom 5. April 2017 (WDR Düsseldorf) Wo bin ich? Naturkundemuseum, MDR Sachsen-Anhalt heute vom 25. September 2016 (MDR Magdeburg) |
| Beste Recherche | Anis Amri, Abendschau ab Januar 2017 (rbb Berlin) Medikamentenversuche vom 11. Oktober 2016 (NDR Kiel)                                                        |
| Gelungenste Zuschauerbeteiligung | Herzenssache, zibb vom 5. Dezember 2016 (rbb Potsdam) |
| Sonderpreis: Kommentarformat | Ansichtssache, Abendschau vom 22. März 2017 (rbb Berlin) |

| 2016 0 | |
| --- | --- |
| Neben den aus vergangenen Jahren bekannten Kategorien 1. Die beste Sendung, 2. Der einzelne Beitrag vom Tag für den Tag, 3. Die beste Moderatorin / Der beste Moderator und 4. Worauf wir besonders stolz sind – konnten in diesem Jahr Beiträge in der neuen Kategorie „Das beste Wetterstück“ gemeldet werden. Die Vorjury: Frank Plasberg (hart aber fair), Birgitta Weber (SWR), Hans Helmich (DW-TV), Isabelle Körner (n-tv) und Andreas Jölli (ORF). Nominiert wurden insgesamt 27 Beiträge in fünf Kategorien. Nominierungen 2016 Kategorie: Die beste Sendung - Absage des Fußball-Länderspiels Deutschland gegen die Niederlande vom 17. November 2015, Hallo Niedersachsen (NDR Hannover) - Staatsakt Helmut Schmidt vom 23. November 2015, Hamburg Journal (NDR Hamburg) - Landesschau aktuell Baden-Württemberg 19:30 vom 5. Juli 2016, (SWR Stuttgart) - Lokalzeit Münsterland vom 24. Juni 2016 (WDR Münster) Kategorie: Der einzelne Beitrag vom Tag für den Tag - „Eskalation am Kölner Hauptbahnhof“, WDR aktuell 21:45 vom 4. Januar 2016 (WDR Düsseldorf) - „Haus weg, alles weg“, Lokalzeit aus Bonn vom 9. Juni 2016 (WDR Bonn) - „Konsum“, Hessenschau vom 15. März 2016 (HR Frankfurt) - „Verwirrung um angeblich toten Flüchtling“, Abendschau vom 27. Januar 2016 (rbb Berlin) Kategorie: Die beste Moderatorin / Der beste Moderator - Martina Eßer, WDR aktuell 21:45 vom 4. März 2016 (WDR Düsseldorf) - Tatjana Jury, Brandenburg aktuell vom 16. März und 9. Juli 2016 (rbb Potsdam) - Jens Krepela, Lokalzeit aus Düsseldorf vom 2. Juni 2016 (WDR Düsseldorf) - Ralf Raspe, Lokalzeit aus Aachen vom 28. August 2015 (WDR Aachen) - Arne-Torben Voigts, Hallo Niedersachsen vom 17. November 2015 (NDR Hannover) Kategorie: Worauf wir besonders stolz sind - „14-Jährige krank durch Impfung“, Lokalzeit aus Düsseldorf vom 1. Oktober 2015 (WDR-Studio Düsseldorf) - „Fit für Olympia“, zibb vom 25., 26. und 29. Juli 2016 (rbb) - „Fluchtpunkt Niedersachsen (Best of)“, Hallo Niedersachsen vom 23. November 2015 (NDR Hannover) - „I-Pad, I-Phone, I-Dötzchen“, Lokalzeit aus Bonn vom 12. August 2015 (WDR Bonn) - „Rund um Neumünster 1-5“, Schleswig-Holstein Magazin vom 3. bis 7. August 2015 (NDR Kiel) - „Situation am LaGeSo“, Abendschau vom 5., 10., 11., 12., 21. August & 3. September 2015 (rbb Berlin) - „Wahlserie 2016“, Landesschau aktuell Baden-Württemberg vom 29. Februar & 1. bis 4. März 2016 (SWR Stuttgart) - „Weitergedreht (Serie)“, Hessenschau vom 15., 22. & 28. November 2015 (HR Frankfurt) - „Windspiel“, Maintower vom 25. Januar 2016 (hr Frankfurt) - „Wir sind schwul und behindert und lieben uns“, Lokalzeit Ostwestfalen-Lippe vom 26. Juli 2016 (WDR-Studio Bielefeld) Kategorie: Das beste Wetterstück - „Abbaden“ mit Andree Pfitzner, buten un binnen vom 17. Dezember 2015 (Radio Bremen) - „Ende der Sommerzeit“, Abendschau vom 22. Oktober 2015 (rbb, Berlin) - „Live durch die Elbe“, MDR um 2 vom 7. August 2015 (MDR Leipzig) - „Zwiebelwetter“, MDR Sachsenspiegel vom 8. Januar 2016 (MDR Sachsen) Preisträger 2016 Preisverleihung am 18. November 2016. Die Jury 2016: Frank Plasberg (ARD-Moderator, Leitung); Isabelle Körner (Moderatorin n-tv und RTL), Hans Helmich (DW-TV), Brigitta Weber (SWR) und Andreas Jölli (ORF). Das Werkstattgespräch befasste sich mit dem Thema „Neue Trends im Regionalprogramm“. \| Kategorie \| Preisträger \| \| ------------------------------------------- \| -------------------------------------------------------------------------------------------------------------------------------------------------------------------------------------------------------------------------------------------------- \| \| Die beste Sendung \| Hallo Niedersachsen – Absage des Fußball-Länderspiels Deutschland gegen die Niederlande vom 17. November 2015 (NDR Hannover) \| \| Der einzelne Beitrag vom Tag für den Tag \| „Verwirrung um angeblich toten Flüchtling“, Abendschau vom 27. Januar 2016 (rbb Berlin) Ehrende Anerkennung: Spaltung der AfD Baden-Württemberg, Landesschau aktuell BW 19.30 vom 5. Juli 2016 (SWR Stuttgart) \| \| Die beste Moderatorin / Der beste Moderator \| Martina Eßer, WDR aktuell 21:45 vom 4. März 2016 (WDR Düsseldorf) \| \| Worauf wir besonders stolz sind \| „Fit für Olympia“, zibb vom 25., 26. und 29. Juli 2016 (rbb) „Windspiel“, Maintower vom 25. Januar 2016 (hr Frankfurt) Ehrende Anerkennung: „Wir sind schwul und behindert und lieben uns“, Lokalzeit OWL vom 26. Juli 2016 (WDR-Studio Bielefeld) \| \| Das beste Wetterstück \| „Zwiebelwetter“ MDR Sachsenspiegel vom 8. Januar 2016 (MDR Sachsen) \| \| Sonderpreis der Jury \| „Auch du kannst singen!“ – Das Chor-Experiment vom 24. März 2016 (SWR) \| | |
| Kategorie | Preisträger |
| Die beste Sendung | Hallo Niedersachsen – Absage des Fußball-Länderspiels Deutschland gegen die Niederlande vom 17. November 2015 (NDR Hannover) |
| Der einzelne Beitrag vom Tag für den Tag | „Verwirrung um angeblich toten Flüchtling“, Abendschau vom 27. Januar 2016 (rbb Berlin) Ehrende Anerkennung: Spaltung der AfD Baden-Württemberg, Landesschau aktuell BW 19.30 vom 5. Juli 2016 (SWR Stuttgart)                                     |
| Die beste Moderatorin / Der beste Moderator | Martina Eßer, WDR aktuell 21:45 vom 4. März 2016 (WDR Düsseldorf) |
| Worauf wir besonders stolz sind | „Fit für Olympia“, zibb vom 25., 26. und 29. Juli 2016 (rbb) „Windspiel“, Maintower vom 25. Januar 2016 (hr Frankfurt) Ehrende Anerkennung: „Wir sind schwul und behindert und lieben uns“, Lokalzeit OWL vom 26. Juli 2016 (WDR-Studio Bielefeld) |
| Das beste Wetterstück | „Zwiebelwetter“ MDR Sachsenspiegel vom 8. Januar 2016 (MDR Sachsen) |
| Sonderpreis der Jury | „Auch du kannst singen!“ – Das Chor-Experiment vom 24. März 2016 (SWR) |

| 2015 0 | |
| --- | --- |
| 2015 wurde der Bremer Fernsehpreis zum 41. Mal verliehen. Es wurden sieben Auszeichnungen vergeben. Die Vorjury: Kristina Böker (SWR), Ute Wellstein (HR), Michael Heussen (WDR), Gabriele von Moltke (rbb) und Jess Hansen (Joker Pictures). Nominiert wurden insgesamt 19 Beiträge in vier Kategorien. Nominierungen 2015 Kategorie: Die beste Sendung - buten un binnen vom 11. Mai 2015 (Radio Bremen) - Lokalzeit aus Düsseldorf vom 27. Januar 2015 (WDR Düsseldorf) - Sachsenspiegel vom 13. Januar 2015 (MDR Leipzig) - Schleswig-Holstein Magazin vom 10. Januar 2015 (NDR Kiel) Kategorie: Der einzelne Beitrag vom Tag für den Tag - MDR um 4: „Bürokratenposse“ vom 15. April 2015 (MDR) - Abendschau: „Lärmschutz der Bahn sorgt für Ärger“ vom 21. August 2014 (rbb) - Aktuelle Stunde: „Menschliche Mulis zum Kokainschmuggel“ vom 23. März 2015 (WDR) Kategorie: Die beste Moderatorin / Der beste Moderator - Sascha Hingst, Abendschau vom 22. Juli 2015 (rbb Berlin) - Philipp Jeß, Schleswig-Holstein 18.00 vom 28. Mai 2015 (NDR Kiel) - Vanessa Kossen, Hallo Niedersachsen – op Platt vom 28. Dezember 2014 (NDR Hannover) - Jens Krepela, Lokalzeit aus Düsseldorf vom 24. März 2015 (WDR Düsseldorf) Kategorie: Worauf wir besonders stolz sind - buten un binnen: „Diagnose Hirntumor mit 16 Jahren“ vom 5. Januar 2015 (Radio Bremen) - MDR Sachsen-Anhalt heute: „Expedition Zukunft: Demografie hautnah“ vom 6. bis 12. April 2015 (MDR Magdeburg) - Hier und Heute: „Leben was ich will - update“ vom 8. bis 12. Juni 2015 (WDR) - Abendschau: „LAUF10! 10 km in 10 Wochen“ vom 14. und 28. April 2015 (BR) - Lokalzeit Bergisch Land: „Lokalzeit 2go“ vom 31. Juli 2015 (WDR Wuppertal) - MDR um 2/MDR um 4: „Mission 89 - Das TV-Experiment“ vom 29. September bis 10. Oktober 2014 (MDR) - Hallo Niedersachsen: „Skandal bei der Bundespolizei in Hannover“ vom 17. Mai 2015 (NDR Hannover) - Grenzenlos: „25h Mauerfall“ am 9. und 10. November 2014 (rbb) Preisträger 2015 Preisverleihung am 20. November 2015. Die Jury 2015: Frank Plasberg (hart aber fair, Leitung); Ilka Eßmüller (RTL Television), Hans Helmich (DW-TV), Brigitta Weber (SWR) und Andreas Jölli (ORF). Das Werkstattgespräch hatte den Titel „Neue Trends im Regionalprogramm“. \| Kategorie \| Preisträger \| \| ------------------------------------------- \| ------------------------------------------------------------------------------------------------------------------------------------------------------------------------------------------------------------- \| \| Die beste Sendung \| MDR Sachsenspiegel vom 13. Januar 2015 (MDR) Ehrende Anerkennung: „buten un binnen“ vom 11. Mai 2015 (Radio Bremen) \| \| Der einzelne Beitrag vom Tag für den Tag \| „Bürokratenposse“ MDR um 4 vom 15. April 2015 (MDR) \| \| Die beste Moderatorin / Der beste Moderator \| Sascha Hingst, Abendschau vom 22. Juli 2015 (rbb Berlin) Ehrende Anerkennung: Astrid Houben, WDR-Schalten-Reporterin zum Germanwings-Unglück im März 2015 aus Haltern (WDR) \| \| Worauf wir besonders stolz sind \| Hallo Niedersachsen: „Skandal bei der Bundespolizei in Hannover“ vom 17. Mai 2015 (NDR Hannover) MDR Sachsen-Anhalt heute: „Expedition Zukunft: Demografie hautnah“ vom 6. bis 12. April 2015 (MDR Magdeburg) \| | |
| Kategorie | Preisträger |
| Die beste Sendung | MDR Sachsenspiegel vom 13. Januar 2015 (MDR) Ehrende Anerkennung: „buten un binnen“ vom 11. Mai 2015 (Radio Bremen)                                                                                           |
| Der einzelne Beitrag vom Tag für den Tag | „Bürokratenposse“ MDR um 4 vom 15. April 2015 (MDR) |
| Die beste Moderatorin / Der beste Moderator | Sascha Hingst, Abendschau vom 22. Juli 2015 (rbb Berlin) Ehrende Anerkennung: Astrid Houben, WDR-Schalten-Reporterin zum Germanwings-Unglück im März 2015 aus Haltern (WDR)                                   |
| Worauf wir besonders stolz sind | Hallo Niedersachsen: „Skandal bei der Bundespolizei in Hannover“ vom 17. Mai 2015 (NDR Hannover) MDR Sachsen-Anhalt heute: „Expedition Zukunft: Demografie hautnah“ vom 6. bis 12. April 2015 (MDR Magdeburg) |

| 2014 0 | |
| --- | --- |
| 2014 wurden für den Bremer Fernsehpreis mehr als 80 Beiträge und Sendungen eingereicht. Die Vorjury: Kristina Böker (SWR), Barbara Müller-Geskes (HR), Michael Heussen (WDR), Gabriele von Moltke (RBB) und Jess Hansen (Joker Pictures). Nominiert wurden insgesamt 21 Beiträge in fünf Kategorien. Das „Werkstattgespräch“ befasste sich mit den Themen: „Trends im Regionalfernsehen“, darunter z. B. eine neue Reporter-App und das VJ-Dasein. Nominierungen 2014 Kategorie: Die beste Sendung - Brandenburg Aktuell vom 31. Juli 2014 (RBB) - Kaffee oder Tee vom 22. Mai 2014 (SWR) - buten un binnen vom 7. März 2014 (Radio Bremen) - Landesschau aktuell Baden-Württemberg vom 13. November 2013 (SWR) Kategorie: Der einzelne Beitrag vom Tag für den Tag - Niederösterreich Heute: „Wachauer Nase“ vom 13. Juli 2014 (ORF) - Lokalzeit Düsseldorf: „Name für getötetes Baby“ vom 12. März 2014 (WDR) - SWR Landesschau: „Reaktionen in Schönau“ vom 9. Juli 2014 (SWR) - buten un binnen: „Die Schaffermahlzeit“ vom 14. Februar 2014 (Radio Bremen) - Lokalzeit aus Köln: „Tagesreportage: Maibaum“ vom 30. April 2014 (WDR) Kategorie: Das investigative Stück - Schleswig-Holstein Magazin: „Der Fall Gaschke“ vom 6. September 2013 (NDR) - Abendschau: „Exit: Aussteigen leicht gemacht?“ vom 27. Mai 2014 (RBB) - buten un binnen: „Bunkermord – Justizpanne im Bremer Landgericht“ vom 25. Juli 2014 (Radio Bremen) Kategorie: Die kleine Politik - Hamburg Journal: „Wahlkampfhöhepunkte“ vom 18. September 2013 (NDR) - Lokalzeit aus Düsseldorf: „Neues Hinweisschild als Schmach für Neersen“ vom 10. Dezember 2013 (WDR) - Lokalzeit aus Köln: „Kandidatencheck Teil 2“ vom 5. September 2013 (WDR) - Abendschau: „Chronik eines Zebrastreifens“ vom 23. Juni 2014 (RBB) Kategorie: Worauf wir besonders stolz sind - Hier und Heute: „Linie 107“ vom 14. Dezember 2013 (WDR) - Lokalzeit aus Duisburg: „Der Querschnittsgelähmte“ vom 30. Januar 2014 (WDR) - zibb: „Gigantomaten“ vom März/Juni 2014 (RBB) - Aktuelle Stunde: „Gedanken zur Arbeit“ vom 1. Mai 2014 (WDR) - Abendschau: „Die Sonntagsfrage“ vom 30. März 2014 (RBB) Preisträger 2014 Preisverleihung am 7. November 2014. Da in der Kategorie „Die beste Sendung“ kein Preis vergeben werden konnte, lobte die Jury zwei Sonderpreise in einer neu geschaffenen Kategorie „Der Bildschirmfüller“ aus. Die Jury 2014: Frank Plasberg (hart aber fair, Leitung); (krankheitsbedingt nur drei weitere Juroren) Hans Helmich (DW-TV), Jutta Lang (Spiegel TV) und Andreas Jölli (ORF). \| Kategorie \| Preisträger \| \| ------------------------------------------------------------ \| ------------------------------------------------------------------------------------------------------------------------------------------------------------------------------- \| \| Ganze Sendung \| nicht vergeben \| \| Der einzelne Beitrag vom Tag für den Tag Ehrende Anerkennung \| „Name für getötetes Baby“ Andrea Obst (WDR „Lokalzeit“ Düsseldorf" 12. März 2014) „Wachauer Nase“ Fabian Fessler (ORF „Niederösterreich Heute“ 13. Juli 2014) \| \| Das investigative Stück \| „Der Fall Gaschke“ Andreas Schmidt (NDR „Schleswig-Holstein Magazin“ 6. September 2013) „Immobilien-Monopoly in Osnabrück“ Josy Wübben (NDR „Hallo Niedersachsen“ 12. Mai 2014) \| \| Die kleine Politik \| „Kandidatencheck Teil 2“ Sebastian Wellendorf (WDR „Lokalzeit aus Köln“ 5. September 2013) \| \| Worauf wir besonders stolz sind Ehrende Anerkennung \| „Gigantomaten“ Janna Falkenstein, Stefanie Stoye (RBB „zibb“ März/Juni 2014) „Der Querschnittsgelähmte“ Sara Wendhack (WDR „Lokalzeit aus Duisburg“ 30. Januar 2014) \| \| Der Bildschirmfüller \| „Kaffee oder Tee“ Moderator Martin Seidler (SWR 22. Mai 2014) „Die Schaffermahlzeit“ Alexander Noodt (RB „buten un binnen“ 14. Februar 2014) \| | |
| Kategorie | Preisträger |
| Ganze Sendung | nicht vergeben |
| Der einzelne Beitrag vom Tag für den Tag Ehrende Anerkennung | „Name für getötetes Baby“ Andrea Obst (WDR „Lokalzeit“ Düsseldorf" 12. März 2014) „Wachauer Nase“ Fabian Fessler (ORF „Niederösterreich Heute“ 13. Juli 2014)                   |
| Das investigative Stück | „Der Fall Gaschke“ Andreas Schmidt (NDR „Schleswig-Holstein Magazin“ 6. September 2013) „Immobilien-Monopoly in Osnabrück“ Josy Wübben (NDR „Hallo Niedersachsen“ 12. Mai 2014) |
| Die kleine Politik | „Kandidatencheck Teil 2“ Sebastian Wellendorf (WDR „Lokalzeit aus Köln“ 5. September 2013)                                                                                      |
| Worauf wir besonders stolz sind Ehrende Anerkennung | „Gigantomaten“ Janna Falkenstein, Stefanie Stoye (RBB „zibb“ März/Juni 2014) „Der Querschnittsgelähmte“ Sara Wendhack (WDR „Lokalzeit aus Duisburg“ 30. Januar 2014)            |
| Der Bildschirmfüller | „Kaffee oder Tee“ Moderator Martin Seidler (SWR 22. Mai 2014) „Die Schaffermahlzeit“ Alexander Noodt (RB „buten un binnen“ 14. Februar 2014)                                    |

## 2008–2013
| 2013 0 | |
| --- | --- |
| Gesamtdotierung: 4000 Euro Die Jury 2013: Frank Plasberg (Leitung); Peter Fritz (ORF), Hans Helmich (DW-TV), Gabriele von Moltke (rbb), Birgitta Weber (SWR) \| Kategorie \| Preisträger \| \| -------------------------------- \| --------------------------------------------------------------------------------------------------------------- \| \| Ganze Sendung \| „Zibb – Zuhause in Berlin und Brandenburg“ (rbb 17. Juni 2013) „WDR aktuell 12:45 Uhr“ (WDR 20. Dezember 2012) \| \| Einzelner Beitrag \| „1000 Meisterwerke: Hölzerne Stelen“ Dirk Blumenthal, Kamera: Benno Soukup (RB „buten un binnen“ 4. April 2013) \| \| Bestes Interview \| „5 Minuten mit ... Jean-Claude Juncker“ Moderatorin Aslı Sevindim (WDR „Aktuelle Stunde“ 7. August 2012) \| \| Crossmediale Innovation \| „Sachsen-Anhalt heute“ (MDR 9. November 2012) \| \| Ehrende Anerkennung Sonderformat \| „Der Tag der Norddeutschen“ (NDR / Radio Bremen 10. November 2012) \| | |
| Kategorie | Preisträger |
| Ganze Sendung | „Zibb – Zuhause in Berlin und Brandenburg“ (rbb 17. Juni 2013) „WDR aktuell 12:45 Uhr“ (WDR 20. Dezember 2012)  |
| Einzelner Beitrag | „1000 Meisterwerke: Hölzerne Stelen“ Dirk Blumenthal, Kamera: Benno Soukup (RB „buten un binnen“ 4. April 2013) |
| Bestes Interview | „5 Minuten mit ... Jean-Claude Juncker“ Moderatorin Aslı Sevindim (WDR „Aktuelle Stunde“ 7. August 2012)        |
| Crossmediale Innovation | „Sachsen-Anhalt heute“ (MDR 9. November 2012)                                                                   |
| Ehrende Anerkennung Sonderformat | „Der Tag der Norddeutschen“ (NDR / Radio Bremen 10. November 2012)                                              |

| 2012 0 | |
| --- | --- |
| Die Preise sind mit je 1000 Euro dotiert. Die Jury 2012: Frank Plasberg (Leitung); Maria Gresz (Spiegel TV), Birgitta Weber (SWR), Peter Fritz (ORF), Hans Helmich (DW-TV) \| Kategorie \| Preisträger \| \| --------------------- \| -------------------------------------------------------------------------------------------------------------------------------------------------------------------------------------------------------------------------------------------------- \| \| Ganze Sendung \| „Zur Sache Baden-Württemberg“ Volker Schwenck, Clemens Bratzler (SWR) \| \| Einzelner Beitrag \| nicht vergeben \| \| Bestes Interview \| „So ein Tag. Zufallsbekanntschaften im Norden“ Sven Tietzer („Hallo Niedersachsen“ NDR Hannover) \| \| Innovation \| „7 Tage. Unter Toten“ Christian von Brockhausen, Lars Kaufmann (NDR Hamburg) „Last Christmas“ Udo Tanske (NDR Schwerin) \| \| Ehrende Anerkennungen \| „Lokalzeit Düsseldorf“ (WDR) „Die Suche nach dem Wähler“ Rolf Elsener und Daniel Pünter (SRF) „Sachsen Anhalt heute. Heimatkunde spezial – Anhalter Geschichten“ (MDR) Interview „Hallo Niedersachsen“ – Moderator Peter von Sassen (NDR Hannover) \| | |
| Kategorie | Preisträger |
| Ganze Sendung | „Zur Sache Baden-Württemberg“ Volker Schwenck, Clemens Bratzler (SWR) |
| Einzelner Beitrag | nicht vergeben |
| Bestes Interview | „So ein Tag. Zufallsbekanntschaften im Norden“ Sven Tietzer („Hallo Niedersachsen“ NDR Hannover) |
| Innovation | „7 Tage. Unter Toten“ Christian von Brockhausen, Lars Kaufmann (NDR Hamburg) „Last Christmas“ Udo Tanske (NDR Schwerin) |
| Ehrende Anerkennungen | „Lokalzeit Düsseldorf“ (WDR) „Die Suche nach dem Wähler“ Rolf Elsener und Daniel Pünter (SRF) „Sachsen Anhalt heute. Heimatkunde spezial – Anhalter Geschichten“ (MDR) Interview „Hallo Niedersachsen“ – Moderator Peter von Sassen (NDR Hannover) |

| 2011 0 | |
| --- | --- |
| Die Jury 2011: Frank Plasberg (Leitung); Christian Dröse (ARD.ZDF medienakademie), Maria Gresz (Spiegel TV), Birgitta Weber (SWR), Peter Fritz (ORF) \| Kategorie \| Preisträger \| \| --------------------- \| ---------------------------------------------------------------------------------------------------------- \| \| Ganze Sendung \| „Aktuelle Stunde“ Elmar Pott (Studio WDR Wuppertal) Stefan Brandenburg, Sabine Kuenzel, Norbert Dohn (WDR) \| \| Einzelner Beitrag \| „Nachruf für Tom Geberding“ Andrea Jedich („Schleswig-Holstein Magazin“ NDR) \| \| Bestes Interview \| nicht vergeben \| \| Beste Innovation \| nicht vergeben \| \| Ehrende Anerkennungen \| „Hallo Niedersachsen“ (NDR) und „hier und heute“ (WDR) \| | |
| Kategorie | Preisträger                                                                                                |
| Ganze Sendung | „Aktuelle Stunde“ Elmar Pott (Studio WDR Wuppertal) Stefan Brandenburg, Sabine Kuenzel, Norbert Dohn (WDR) |
| Einzelner Beitrag | „Nachruf für Tom Geberding“ Andrea Jedich („Schleswig-Holstein Magazin“ NDR)                               |
| Bestes Interview | nicht vergeben                                                                                             |
| Beste Innovation | nicht vergeben                                                                                             |
| Ehrende Anerkennungen | „Hallo Niedersachsen“ (NDR) und „hier und heute“ (WDR)                                                     |

| 2010 0 | |
| --- | --- |
| Gesamtdotierung: 2 × 3000 Euro Die Jury 2010: Frank Plasberg (Leitung); Christian Dröse (ARD.ZDF medienakademie), Maria Gresz (Spiegel TV), Birgitta Weber (SWR) und Peter Fritz (ORF) \| Kategorie \| Preisträger \| \| --------------------- \| --------------------------------------------------------------------------------------------------------------------------------------------------------------------------------------------------------------------------------------------------------------- \| \| Ganze Sendung \| „Niedersachsen 19.30“ Thomas von Bötticher (NDR) \| \| Einzelner Beitrag \| „Porträt über einen Autobahn-Toilettenreiniger“ Birgit Borsutzky („Niedersachsen 19.30“ NDR Hannover) \| \| Bestes Interview \| nicht vergeben \| \| Beste Innovation \| nicht vergeben \| \| Ehrende Anerkennungen \| „Beitrag über das Theatersterben“ Ulf Kalkreuth („artour“ MDR) „Beitrag über einen Tornado“ Thomas Reiche, Tobias Hauke („Sachsenspiegel“ MDR) „Dokumentation über den Elektro-Hersteller Ruwel“ Dorothee Pitz, Tanja Reinhard („hier und heute“ WDR-Reportage) \| | |
| Kategorie | Preisträger |
| Ganze Sendung | „Niedersachsen 19.30“ Thomas von Bötticher (NDR) |
| Einzelner Beitrag | „Porträt über einen Autobahn-Toilettenreiniger“ Birgit Borsutzky („Niedersachsen 19.30“ NDR Hannover) |
| Bestes Interview | nicht vergeben |
| Beste Innovation | nicht vergeben |
| Ehrende Anerkennungen | „Beitrag über das Theatersterben“ Ulf Kalkreuth („artour“ MDR) „Beitrag über einen Tornado“ Thomas Reiche, Tobias Hauke („Sachsenspiegel“ MDR) „Dokumentation über den Elektro-Hersteller Ruwel“ Dorothee Pitz, Tanja Reinhard („hier und heute“ WDR-Reportage) |

2009 - Nicht vergeben
| 2008 0 |                                                                |
| --- | -------------------------------------------------------------- |
| Gesamtdotierung: 3000 Euro Die Jury 2008: Frank Plasberg (Leitung); Hans-Werner Conrad (ehem. Programmdirektor HR), Christiane Meier (ARD-Hauptstadtstudio), Christian Dröse (ARD.ZDF medienakademie), Maria Gresz (Spiegel TV) \| Kategorie \| Preisträger \| \| --------------------- \| -------------------------------------------------------------- \| \| Ganze Sendung \| „Thüringen-Journal“ (MDR) und „buten un binnen“ (Radio Bremen) \| \| Einzelner Beitrag \| „ARD-Qualitätsoffensive“ Dennis Wagner („artour“ MDR) \| \| Bestes Interview \| nicht vergeben \| \| Beste Innovation \| nicht vergeben \| \| Ehrende Anerkennungen \| „An Willis Bude“ Ina Reuter („hier und heute“ WDR-Reportage) \| |                                                                |
| Kategorie | Preisträger                                                    |
| Ganze Sendung | „Thüringen-Journal“ (MDR) und „buten un binnen“ (Radio Bremen) |
| Einzelner Beitrag | „ARD-Qualitätsoffensive“ Dennis Wagner („artour“ MDR)          |
| Bestes Interview | nicht vergeben                                                 |
| Beste Innovation | nicht vergeben                                                 |
| Ehrende Anerkennungen | „An Willis Bude“ Ina Reuter („hier und heute“ WDR-Reportage)   |

## 1999–2007
Nicht vergeben

## 1994–1998
| 1998 0 | |
| --- | --- |
| Fünf Auszeichnungen (3000 und 2000 Mark), sechs ehrende Anerkennungen. Die Jury 1998: Johannes Kaul (WDR, Leitung); Geri Nasarski (ORB), Claus Morhart (epd medien), Thomas Schäppi (Schweizer Fernsehen SRG) \| Kategorie \| Preisträger \| \| ------------------------- \| --------------------------------------------------------------------------------------------------------------------------------------------------------------------- \| \| Die Ganze Sendung \| „Schweiz aktuell“ (Schweizer Fernsehen DRS vom 17. Oktober 1997) \| \| Ehrende Anerkennungen I \| „Abendjournal“ (ORB vom 7. Januar 1998) „buten un binnen“ (RB vom 22. Januar 1998) \| \| Kritik an der Obrigkeit \| „Polizei und Computer“ Juliane Meyer und Andreas Neumann (RB buten un binnen) \| \| Ehrende Anerkennungen II \| „Schließen um jeden Preis – der Fall Sandvik Belzer“ Wolfgang Wirtz-Nentwig (SR „MuM Menschen&Märkte“) „Verhalten eingestellt“ Nathalie Rufer (DRS „Schweiz aktuell“) \| \| Die Reportage \| „HiFi-Schund zu Höchstpreisen – die miesen Tricks der Drückerkolonnen“ Arndt Wittenberg (BR „Zeitspiegel“) „Anonymes Sterben“ Manfred Uhlig (RB „buten un binnen“) \| \| Ehrende Anerkennungen III \| „Majdanek“ Anne Gesthuysen (WDR „Aktuelle Stunde“) „Andere Welt: Beschneidungsfest“ Karaman Yavuz (DRS „Schweiz aktuell“) „Weiter Gehen“ Karl Heinz Gruber \| | |
| Kategorie | Preisträger |
| Die Ganze Sendung | „Schweiz aktuell“ (Schweizer Fernsehen DRS vom 17. Oktober 1997) |
| Ehrende Anerkennungen I | „Abendjournal“ (ORB vom 7. Januar 1998) „buten un binnen“ (RB vom 22. Januar 1998)                                                                                    |
| Kritik an der Obrigkeit | „Polizei und Computer“ Juliane Meyer und Andreas Neumann (RB buten un binnen)                                                                                         |
| Ehrende Anerkennungen II | „Schließen um jeden Preis – der Fall Sandvik Belzer“ Wolfgang Wirtz-Nentwig (SR „MuM Menschen&Märkte“) „Verhalten eingestellt“ Nathalie Rufer (DRS „Schweiz aktuell“) |
| Die Reportage | „HiFi-Schund zu Höchstpreisen – die miesen Tricks der Drückerkolonnen“ Arndt Wittenberg (BR „Zeitspiegel“) „Anonymes Sterben“ Manfred Uhlig (RB „buten un binnen“)    |
| Ehrende Anerkennungen III | „Majdanek“ Anne Gesthuysen (WDR „Aktuelle Stunde“) „Andere Welt: Beschneidungsfest“ Karaman Yavuz (DRS „Schweiz aktuell“) „Weiter Gehen“ Karl Heinz Gruber            |

| 1997 0 | |
| --- | --- |
| Sieben Auszeichnungen (Gesamtwert 13.000 DM, je 3000 und 2000 Mark), vier ehrende Anerkennungen. Die Jury 1997: Volker Lilienthal (epd medien) „Werkstatt“ Thema: Föderalismus und Fernsehen \| Kategorie \| Preisträger \| \| ------------------------------- \| ----------------------------------------------------------------------------------------------------------------------------------------------- \| \| Offene Kategorie \| „Klimaanlage Bausparkasse Münster“ Christian Dassel (WDR) „Kittelschürze“ Dennis Wagner (MDR „artour“) \| \| Ehrende Anerkennungen I \| „Schweizer Dorf“ Nathalie Rufer (SF DRS Schweiz) „Eisenbahn-Knotenpunkt“ Ernst Gortner (BR) Kamera Hans Löscher, Musik Wolfgang Netzer \| \| Die kleine Politik (Reportagen) \| „Obdachlose Kinder in Mannheim“ Andreas Graf (RNF) „Aufbaueuphorie in einem ostdeutschen Dorf“ Tina Mendelsohn (ORB) \| \| Ehrende Anerkennungen II \| „Männerzwist Krause/Diestel“ Michael Schmidt (NDR Mecklenburg-Vorpommern) „Woltmershauser Bahnhof“ Thomas von Bötticher (RB „"buten un binnen“) \| \| Kein Kommentar \| „Darmputzer“ Christine Kröger, Kamera: Werner Rüdiger (WDR Reihe „Tabu-Beruf?“) \| \| Moderatoren-Nachwuchs \| Patrick Rohr „Live aus dem Ankerhaus“ (DRS Schweiz) Henning Quarz (WDR „Lokalrunde“) \| | |
| Kategorie | Preisträger |
| Offene Kategorie | „Klimaanlage Bausparkasse Münster“ Christian Dassel (WDR) „Kittelschürze“ Dennis Wagner (MDR „artour“)                                          |
| Ehrende Anerkennungen I | „Schweizer Dorf“ Nathalie Rufer (SF DRS Schweiz) „Eisenbahn-Knotenpunkt“ Ernst Gortner (BR) Kamera Hans Löscher, Musik Wolfgang Netzer          |
| Die kleine Politik (Reportagen) | „Obdachlose Kinder in Mannheim“ Andreas Graf (RNF) „Aufbaueuphorie in einem ostdeutschen Dorf“ Tina Mendelsohn (ORB)                            |
| Ehrende Anerkennungen II | „Männerzwist Krause/Diestel“ Michael Schmidt (NDR Mecklenburg-Vorpommern) „Woltmershauser Bahnhof“ Thomas von Bötticher (RB „"buten un binnen“) |
| Kein Kommentar | „Darmputzer“ Christine Kröger, Kamera: Werner Rüdiger (WDR Reihe „Tabu-Beruf?“)                                                                 |
| Moderatoren-Nachwuchs | Patrick Rohr „Live aus dem Ankerhaus“ (DRS Schweiz) Henning Quarz (WDR „Lokalrunde“)                                                            |

| 1996 0 | |
| --- | --- |
| Die Jury 1996: Michael Schmid-Ospach (stellv. Fernsehdirektor WDR, Leitung); Birgit Weidinger (Süddeutsche Zeitung), Gesine Enwaldt (NDR-Redaktion Panorama), Volker Lilienthal (Ev. Pressedienst) \| Kategorie \| Preisträger \| \| ------------------------------------ \| ----------------------------------------------------------------------------------------------------------------------------------------------------------------------------------------------------- \| \| Vom Tag für den Tag \| „Lübeck am Tag danach“ Kirsten Hoehne (SAT.1) „Schaf-Auktion“ Dirk Blumenthal, Glosse (RB „buten un binnen“) \| \| Gesundheit \| „Blinde Judith“ Thomas Wedel, ORB-Abendjournal „Der Fall Osl“ Christoph Sailer (Österr. Rundfunk, Landesstudio Tirol) \| \| Highlights \| „Prinz Charles im Altenheim“ Manuela Jödicke (ORB) „Frankfurter Buchmesse“ Jan Rimpl (RB „buten un binnen“) \| \| Ehrende Anerkennungen „tagesaktuell“ \| „Schließung bei Steilmann“ Michael Legband (RTL Reportage) „Alzheimer“ Katharina Otto (SWF „Hallo wie geht’s?“) „Kinderherzklinik in Finanznot“ Harald Henn (HR „Hessenschau“) \| \| Ehrende Anerkennungen „Jugendkultur“ \| „Party-Drogen: Ectasy“ Jörg Lachs (WDR) „Jugendkriminalität“ Andreas Rummel (MDR) „Hysterie oder Pflicht – Selbstverteidigungskurse für Frauen“ Patricia Brever (SR) „Wehrschloß“ Susanne Brahms (RB) \| \| Ehrende Anerkennung „Highlights“ \| „Sargklopfen – Gruselgeschichten aus Schleswig-Holstein“ (NDR) „Aktion Kinder in Not – Fall Christian“ Gisela Oswald (tv.münchen) \| | |
| Kategorie | Preisträger |
| Vom Tag für den Tag | „Lübeck am Tag danach“ Kirsten Hoehne (SAT.1) „Schaf-Auktion“ Dirk Blumenthal, Glosse (RB „buten un binnen“)                                                                                          |
| Gesundheit | „Blinde Judith“ Thomas Wedel, ORB-Abendjournal „Der Fall Osl“ Christoph Sailer (Österr. Rundfunk, Landesstudio Tirol)                                                                                 |
| Highlights | „Prinz Charles im Altenheim“ Manuela Jödicke (ORB) „Frankfurter Buchmesse“ Jan Rimpl (RB „buten un binnen“)                                                                                           |
| Ehrende Anerkennungen „tagesaktuell“ | „Schließung bei Steilmann“ Michael Legband (RTL Reportage) „Alzheimer“ Katharina Otto (SWF „Hallo wie geht’s?“) „Kinderherzklinik in Finanznot“ Harald Henn (HR „Hessenschau“)                        |
| Ehrende Anerkennungen „Jugendkultur“ | „Party-Drogen: Ectasy“ Jörg Lachs (WDR) „Jugendkriminalität“ Andreas Rummel (MDR) „Hysterie oder Pflicht – Selbstverteidigungskurse für Frauen“ Patricia Brever (SR) „Wehrschloß“ Susanne Brahms (RB) |
| Ehrende Anerkennung „Highlights“ | „Sargklopfen – Gruselgeschichten aus Schleswig-Holstein“ (NDR) „Aktion Kinder in Not – Fall Christian“ Gisela Oswald (tv.münchen)                                                                     |

| 1995 0 | |
| --- | --- |
| Die Jury 1995: Hans-Werner Conrad (Fernsehdirektor HR, Leitung); Frauke Fischer (Journalistin), Winfried Baetz (Tele Public Münster), Christopher Gerisch (RTL Nord Live) „Werkstatt“ Thema: Zuschauerbindung \| Kategorie \| Preisträger \| \| ------------------------------------- \| ------------------------------------------------------------------------------------------------------------------------------------------------------------------------------- \| \| Investigativer Journalismus \| Nicht vergeben \| \| Ehrende Anerkennungen I \| „Wassergeld – Die Kreiswerke Grevenbroich“ Mathis Feldhoff (WDR „Aktuelle Stunde“) / „Ex-Bürgermeister im Zwielicht“ Harald Henn (HR Hessenschau) \| \| Vom Tag für den Tag \| „Der V-Mann Bernd Schmitt“ Werner Czaschke und Peter Bernd Krüger (WDR „Aktuelle Stunde“) / „Internationaler Frauentag – Politiker bügeln“ Manfred Uhlig (RB „buten un binnen“) \| \| Ehrende Anerkennungen II \| „Waldgebühr“ Uwe Behringer (SAT.1, Regionalreport) / „Rainer Orlet – Deckert-Prozeß“ Volker Hurrie (RNF Life) \| \| Die besondere Kulturreportage \| „Die Bremer Amateurfilmer (100 Jahre Kino)“ Martina Theis (RB „buten un binnen“) \| \| Ehrende Anerkennung III \| „Ob das Kunst ist? – Christo und seine Handlanger“ Gesine Enwaldt (ORB „Focus“) \| \| Sonderkategorie „50 Jahre Kriegsende“ \| „Todesmarsch“ Andreas Hoetzel (RB „buten un binnen“) \| \| Ehrende Anerkennungen IV \| „Vor 50 Jahren: V2-Raketen im Münsterland“ Michael Nieberg (WDR „Münsterland-Magazin“) „Hallo Niedersachsen – Sondersendung zum 8.Mai“ (NDR „Hallo Niedersachsen“) \| | |
| Kategorie | Preisträger |
| Investigativer Journalismus | Nicht vergeben |
| Ehrende Anerkennungen I | „Wassergeld – Die Kreiswerke Grevenbroich“ Mathis Feldhoff (WDR „Aktuelle Stunde“) / „Ex-Bürgermeister im Zwielicht“ Harald Henn (HR Hessenschau)                               |
| Vom Tag für den Tag | „Der V-Mann Bernd Schmitt“ Werner Czaschke und Peter Bernd Krüger (WDR „Aktuelle Stunde“) / „Internationaler Frauentag – Politiker bügeln“ Manfred Uhlig (RB „buten un binnen“) |
| Ehrende Anerkennungen II | „Waldgebühr“ Uwe Behringer (SAT.1, Regionalreport) / „Rainer Orlet – Deckert-Prozeß“ Volker Hurrie (RNF Life)                                                                   |
| Die besondere Kulturreportage | „Die Bremer Amateurfilmer (100 Jahre Kino)“ Martina Theis (RB „buten un binnen“)                                                                                                |
| Ehrende Anerkennung III | „Ob das Kunst ist? – Christo und seine Handlanger“ Gesine Enwaldt (ORB „Focus“)                                                                                                 |
| Sonderkategorie „50 Jahre Kriegsende“ | „Todesmarsch“ Andreas Hoetzel (RB „buten un binnen“) |
| Ehrende Anerkennungen IV | „Vor 50 Jahren: V2-Raketen im Münsterland“ Michael Nieberg (WDR „Münsterland-Magazin“) „Hallo Niedersachsen – Sondersendung zum 8.Mai“ (NDR „Hallo Niedersachsen“)              |

| 1994 0 | |
| --- | --- |
| Die Jury 1994: Ulrich Kienzle (Leitung); Antje Rein (Grimme-Institut), Susanne Stadtler (Stuttgarter Nachrichten), Michael Schmidt-Osbach (stellv. TV-Programm-Direktor WDR) \| Kategorie \| Preisträger \| \| ------------------------ \| --------------------------------------------------------------------------------------------------------------------------------------------------------------------------------------- \| \| Ganze Sendung \| „buten un binnen“ Sendung vom 23. April 1993, Studiogast Claus Grobecker „SDG Hochwasser“ WDR \| \| Ehrende Anerkennung I \| Rhein-Neckar-Fernsehen, Berichterstattung „Bauskandal“ \| \| Heimatreportage \| „Hallig Hooge“ Christopher Gerisch, Kamera: Christine Champagne (Hamburger Rundfunk-Gesellschaft) „Geschichte über das Landleben“ Winfried Baetz (WDT) „Pfanni ade“ Helmut Görlach (BR) \| \| Ehrende Anerkennungen II \| Heike Hartung (ODR) und Thorsten Bartels (NDR) \| | |
| Kategorie | Preisträger |
| Ganze Sendung | „buten un binnen“ Sendung vom 23. April 1993, Studiogast Claus Grobecker „SDG Hochwasser“ WDR                                                                                           |
| Ehrende Anerkennung I | Rhein-Neckar-Fernsehen, Berichterstattung „Bauskandal“ |
| Heimatreportage | „Hallig Hooge“ Christopher Gerisch, Kamera: Christine Champagne (Hamburger Rundfunk-Gesellschaft) „Geschichte über das Landleben“ Winfried Baetz (WDT) „Pfanni ade“ Helmut Görlach (BR) |
| Ehrende Anerkennungen II | Heike Hartung (ODR) und Thorsten Bartels (NDR) |

## 1981–1993
| 1993 0 |
| --- |
| Die Jury 1993: Lutz Hachmeister (Grimme-Institut, Leitung); Johannes Kaul (WDR), Annette Ruprecht (Stern TV), Günter Heims (SDR), Sybille Bassler (ZDF Mona Lisa) - Preisträger Kategorie I, Die Lachnummer „Dorfköter und Adelhund“ Kai Räuker, Gottlieb Renz, Marc Henze (RTL Nord live) / „§ 36“ Hans Georg Ossenbach (WDR) / „MENSA Intelligenztest“ Uwe Lothar-Müller (RB), Kamera: Mathias Brüninghaus - Preisträger Kategorie II, Thema: Hier und anderswo „Rostock-Lichtenhagen“ Werner Doyé (ZDF), Kamera: Jochen Bärwald - Preisträger Kategorie III, Thema: Kassensturz „Karikaturen“ Oskar Zerlacher, Zeichnungen: Sepp Buchegger (SWR) / „Stahlkrise“ Klaus Schloesser, Kamera: Mathias Brüninghaus (RB) / „Grundstücksstreit passé“ Michael Schmidt (NDR) |

| 1992 0 |
| --- |
| Die Jury 1992: Rüdiger Proske (Journalist, Leitung); Ruth Blaes (ZDF), Will Teichert (Akademie für Publizistik in Hamburg), Roshan Dhunjibhoy (Publizistin), Gisela Gassner (ZDF) - Preisträger Kategorie I, Kurzbeiträge „Schwarzbrot – vom Tag für den Tag“ „Kriegskinder – Heilung in Neunkirchen“ Martin Honnigfort (SR). Ehrende Anerkennung. - Preisträger Kategorie II, Thema: Aus dem Landtag – aus dem Rathaus „Rechtfertigung. Lothar Späth mit dem Rücken zur Wand“ Günter Heims, Dieter Fritz (SDR), Kamera: Hans Gimmelmann, Siegfried Rütz / „Einweihung Radio Bremen“ Dirk Blumenthal (RB) / „Länderspiegel unterwegs in Hoyerswerda“ Hans-Jürgen Haug, Kamera: Jörg Winkler (ZDF) / „Verstecke Kamera – Schwarzer Mann, weißer Mann“ (RTL plus Nord) / „Der Mann ohne Gedächtnis“ Thomas Schäppi, Kamera: Heinz Heim (DRS) - Preisträger Kategorie III, Thema: Die Sendung „Nur in der Fremde ist der Fremde fremd“ Barbara Siehl, Uwe Günzler (HR) - Werkstatt Thema: Die Zukunft der Regionalprogramme |

| 1991 0 |
| --- |
| Die Jury 1991: Gerhard Schröder (ehem. Intendant RB, Leitung); Marianne Engels-Weber (FR), Werner Doyé (ZDF), Tilmann Gangloff (epd), Birgit Weidinger (SZ) - Preisträger Kategorie I, Die schnelle Aktualität „Katastrophenschutz-Übung Greifvogel 12“ Christoph Maria Fröhder (HR) / „Schröders 1. Amtstag“ Eike Besuden (RB) / „Der erste Schnee in Dortmund“ Ralf Abrahamsson (WDR) - Preisträger Kategorie II, Thema: Die Kultur „Operngala“ Detlev Kossmann (SWF Baden-Baden) / „Herzdame der Raststätte“ Eberhard Noll, Henner Michels (WDR) / „Festival-Bilanz“ Brigitte Pleis, Esther Augustin (NDR Schleswig-Holstein) / „Komponierender Bergfreak“ Christoph Rohrbacher (ORF) - Preisträger Kategorie III, Thema: Die Sendung „Aktuelle Stunde am 17. Juni 1990“ Moderation Evi Seibert, Reinhard Münchenhagen (WDR) / „Monatsmenü/September 1990“ Klaus Herrberg, Rolf Schlenker, Thomas Stelzer (SDR), Moderation Hermann Stange / „Hansaplatz“ Michael Schmuck, Walter Wüllenweber (RTL plus Nord) / „Hessenschau vom 6. November 1990“ Team Hessenschau (HR) - Werkstatt Thema: Kultur im Regionalprogramm |

| 1990 0 |
| --- |
| Die Jury 1990: Dieter Ertl (ehem. Programmdirektor RB, Leitung); Anne Rose Katz (Journalistin), Hans Bachmüller (Autor), Christine Dähn (NDR), Uwe Kammann (epd) - Preisträger Kategorie I, Vom Tag für den Tag „CDU und Umweltschutz“ Christian Berg (RB) / „Aids in Erfschaft“ Michael Heuer (ZDF) / „Abschied von Bremen“ Christian Cortez, Gerhard Widmer (RB) / „Nordhorn Range“ Holger Liesau (SAT.1) / „Telefonsex“ Erik Kothny (SWF) / „Politikerwissen“ Rolf Peter Lorenz (SAT.1 Nord) - Preisträger Kategorie II, Reportagen, Berichte, Extraausgaben „Herztransplantation“ Tina Hassel (WDR) / „Du bist der Champ“ Klaus Martens (WDR) / „Weiland Bursch zu Heidelberg“ Erich Schütz, Josef Bösenberg (SDR) - Preisträger Kategorie III, Deutsch-Deutsches „Polizeieinsatz bei Republikanern – Jugendliche und Polizisten“ Jürgen Bevers (WDR) / „Fäkalien in der Bundesbahn“ Christian von Plato (NDR) / „Ein Samstag in Leipzig“ Ulrich Adrian, Herbert Elias, Johannes Kaul (WDR) - Ehrende Anerkennung „buten un binnen“ vom 10. November 1989 (RB) - Werkstatt Thema: Harmonisierung des Vorabendprogramms |

| 1989 0 |
| --- |
| Die Jury 1989: Cornelia Bolesch (SZ, Leitung); Sybille Simon-Zülch (Journalistin), Sascha Spataru (RNF), Meinhard Schmidt-Degenhard (HR), Uwe Schmidt (FAZ Feuilleton) - Preisträger Kategorie I, Kurzbeiträge „Kreuzworträtsel“ Hinrich Lührsen (RB) / „Der letzte Kavallerist“ Paul Kölliker (DRS Schweiz) / „Gitterblicke“ Reinhold Behm (WDR) / „Salzburg, der Mustergau“ Werner Mück (ORF) / „Bundeswehr und Umweltschutz“ Thomas Pfaff, Jürgen Becker (WDR) - Preisträger Kategorie II, Langbeiträge „Der Rummelboxer“ (10. Lehrgang Akademie für Publizistik in Hamburg, Hamburg) / „Drogenszene Bremen“ Eike Besuden (RB) / „Villingen auf türkisch“ Helmut Bürgel (SWF) - Preisträger Kategorie III, Interview / Studiogespräch „Aktuelle Stunde. Studiogespräch vom 18. August 1988 zum Geiseldrama“ Christine Westermann, Frank Plasberg (WDR West3) / „Interview mit dem Bremer Innensenator Bernd Meyer zum Geiseldrama“ Christian Berg (BR) / „Papan-Ausstellung“ Edgar von Cossart (RNF) - Werkstatt Thema: Fernsehexperimente |

| 1988 0 |
| --- |
| Die Jury 1988: Hans Janke (Grimme-Institut, Leitung); Barbara Sichtermann (Die Zeit), Eva Maria Lanz (FAZ), Armin Halle (Sat.1), Hartmut Krause (Kabel Dortmund) - Preisträger Kategorie I, Kurzbeiträge „Bananenwahlkreis“ Rolf Schlenker (SWF) / „Greenpeace-Aktion“ Angela Koch, Günter Schenk (ZDF) / „Stahlaktionstag in Dortmund 1987“ Rolf Abrahamsson, Michael Möller (WDR Dortmund) / „Volkszähler im Bordell-Viertel“ Conrad Pütter (HR) / „Weihnachtsorgel“ Christian Berg (RB) / „Die Behr-Büste“ Michael Appel (RB) - Preisträger Kategorie II, Langbeiträge „Der Gnom – ein Riese“ Hans-Rüdiger Minow (WDR Dortmund) / „Ladenschluss für 500“ Jürgen Grahn (NDR) / „Die Zeichen an der Wand“ Ludwig Metzger (WDR) / „Helgoland“ Christiane Meier, Hilmer Rolff (RB) / „Protest der Stahlwerker“ Team Landesstudio Düsseldorf (WDR) / „Komm in meine Arme, Dickerchen – Urlaub mit Behinderten“ Ulrich Adrian, Jochen Lachmuth (WDR) - Preisträger Kategorie III, Studio-Interview „Gespräch mit dem Zocker“ Klaus-Dieter Brass, Sascha Sparatu (RNF) / „Interview mit Pater Basilius, Streithofen“ Johannes Kaul (WDR) - Werkstatt Thema: Regionalfernsehen, Journalismus 2. Klasse |

| 1987 0 |
| --- |
| Die Jury 1987: Hans Abich (ARD, Leitung); Dieter Wieland (BR, Preisträger Vorjahr), Gertraud Linz (Journalistin), Joachim Braun (Journalist), Jürgen Itzfeld (Vorwärts) - Preisträger Kategorie I, Kurzbeiträge „Die Geschichte des Walerjan Wrobel“ Michael Geyer (RB) / „Seltsame Polizeimethoden“ Winfried Schwamborn (WDR) / „Sonderwahlkampf NRW“ Cornelius Bormann (WDR) / „Bundesadler – Ablenkungsmanöver“ Hansi Frank (WDR) / „Mögen die Eichen nach uns wachsen“ Dietrich Schubert (WDR Dortmund) / „Ich sehe nur noch Rot“ Ulrich Adrian, Johannes Kaul (WDR) / „In einem fremden Land – Asylbewerber in Hessen“ Gerhard Müller-Werthmann (HR) / „Mode made in Dortmund“ Hans-Jörg Thurn, Hartmut Krause, Uli Biermann (WDR) / „Bier und Bräute“ Martin Hövel, Friedrich Küppersbusch, Andreas Zaik (WDR) / „Raum-Um-Ordnung“ Hans Kutil (ORF) / „Die gespeicherte Gesellschaft“ Jo Frühwirth, Erich Schütz, Hagen von Ortloff, Thomas Stelzer, Christiane Pepe (SDR) / „G'schichten von der Wiener Peripherie“ Präsentation Lukas Resetarits (ORF Wien) / „Wie weiter am Rhein?“ verschiedene Autoren (SRG) / „Zu Gast: Kunststück im Dritten“ Präsentation Georg Felsberg (SWF) - Preisträger Kategorie II, Langbeiträge nicht vergeben - Werkstatt Thema: Krise der FS-Programme |

| 1986 0 |
| --- |
| Die Jury 1986: Heinz Werner Hübner (ehem. Programmdirektor WDR Fernsehen, Leitung); Jürgen Itzfeld (Vorwärts), Michel Hamerla (Rheinische Post), Birgit Schulz (Gong), Wieland Backes (SDR), Joachim Neander (Die Welt) - Preisträger Kategorie I, Kurzbeiträge „Der Versicherungstürke“ Oskar Zerlacher (SWF) / „Wohl Bekomm's – Schleuderei“ Holger Weinert (RB) / „Amtszimmer Ministerpräsident Bernhard Vogel“ Werner Doyé (ZDF) / „Plus Minus“ Prof. Friedrich Achleitner, Christine Schöpf (ORF) / „Frankfurter Spiegelungen“ Kurt Kofron (FAZ Stadtfernsehen) - Preisträger Kategorie II, Aktuelle Reportagen und Berichte „Ein Stadtteil wird besichtigt“ Renate Zilligen (NDR) / „Wyhl – 10 Jahre danach“ Sigrid Faltin, Gebhard Plangger (SWF) / „Topografie: Bauen und Bewahren“ Dieter Wieland (BR) / „Gestank in Hetlingen“ Thomas Euting (ZDF) / „Boxberg“ Peter Seubert (SDR) - Preisträger Kategorie III, Präsentation und Moderation von Magazinen „Pfupfrige Frauen und raffinierte Männer“ Susanne Opalka, Werner Thies, Christian Walter (SFB) / „Abendschau auf Achse“ (SDR) / „Fallschirmspringen“ Ulrich Adrian (WDR) / „Aktuelle Stunde“ vom 14. November 1985 (WDR) / „Schwarzwaldmelodie“ Klaus Herrberg (SDR) / „DRS aktuell“ vom 21. Februar 1985 - Werkstatt Thema: nicht bekannt |

| 1985 0 |
| --- |
| Die Jury 1985: Emil Obermann (SDR, Leitung); Christian Hall (Medium), Gisela Gassner (ZDF, Preisträgerin Vorjahr), Cornelia Bolesch (SZ), Ulrich Manz (Der Spiegel) - Preisträger Kategorie I, Kurzbeiträge „Rollendes Kaufhaus“ Max Fastus (SDR) / „Industrieroboter“ Franz Rohrdorfer (ORF) / „Brunnen am Rotkreuzplatz“ Raimund Koplin (BR) / „Der letzte Gruß“ (SRG) / „Die Sonne geht auf“ Christian Berg (RB) - Preisträger Kategorie II, Langbeiträge „Bomben über Bremen“ Christian Berg (RB) / „Letzte Grüße vom Hangelstein“ Joachim Faulstich (HR) / „Siedlung auf dem Giftmüll“ Renate Juszig (ZDF Länderspiegel) / „Verfolgung und Ermordung des Erich Mühsam“ Wolf Konerding (NDR) / „Im Falle des Falles – Zivilschutz im Landkreis Tübingen“ Klaus Herrberg, Thomas Stelzer (SDR) - Preisträger Kategorie III, Präsentation und Moderation von Magazinen „buten un binnen“ vom 7. Juni 1984 (Gastredaktion) / „Umweltschutz Extra“ (SFB) / „DRS aktuell“ (Autorenteam) / „Wie hamma's denn“ (Simona Stewens, Hans Oechsner (BR)) / „Vis a vis“ Angelika Lipp-Krüll, Jean Claude Zieger (SWF) - Werkstatt Thema: Die Privaten |

| 1984 0 |
| --- |
| Die Jury 1984: Klaus Bölling (Staatssekretär a. D., Leitung); Hendrik Schmidt (epd), Barbara Dickmann (Stern), Christian Hall (Medium), Cornelia Falk (SRG, Preisträgerin Vorjahr) - Preisträger Kategorie I, Kurzbeiträge „Geburtenmanipulation“ Heidi Hölzer-Bobinger (SWF) / „Zwangsversteigerung“ Karen Ulderup (RB) / „Ein Theater im Bad“ Jörns Thorsting (ZDF) / „Ostmolch“ Sieghard Hennig (NDR) / „Einzelhaft“ Bruno Canavesi, Ruedi Nyffeler (SRG) / „Schweigen“ Dieter Haasis (NDR) - Preisträger Kategorie II, Langbeiträge „Grenzfall Leidingen“ Alfred Gulden (SR) / „Stadthotel Gaggenau“ Gisela Gassner, Hans-Jürgen Haug (ZDF) / „Staatsstahl“ Michael Rühl (WDR) / „Grün Kaputt“ Dieter Wieland (BR) / „Greenpeace“ Christian Berg, Kamera Udo Bick, Günther Fischer - Preisträger Kategorie III, Präsentation und Moderation von Magazinen „buten un binnen“ vom 23. September 1983 - Werkstatt Thema: nicht bekannt |

| 1983 0 |
| --- |
| Die Jury 1983: Wilhelm von Sternburg (HR, Leitung); Leonhard Paulmichl (ORF), Karl Otto Saur (SZ), Karl Heinz Mose (Hörzu), Hendrik Schmidt (epd) - Preisträger Kategorie I, Kurzbeiträge „Hiroshima-Tag“ Uwe Günzler (HR) / „Frauenstimmrecht in Appenzell“ Cornelia Falk (SRD) / „Künstler-Fabrik“ Detlev Koßmann (SDR) / „Schilfabbrennen“ Elmar Oberhauser (ORF) / „Kunst im Watt“ Erwin Neu (NDR Hannover) - Preisträger Kategorie II, Aktuelle Reportagen und Berichte „König Richard“ Michael Geyer (RB) / „Streit um den lokalen Redakteur“ Gisela Gassner, Hans-Jürgen Haug (ZDF) / „Urlaub in Reih und Glied“ Arno Gasteiger (ORF) / „Kirchen(Un)Recht?“ Peter Voß (SWF Mainz) - Preisträger Kategorie III, Präsentation und Moderation von Magazinen „Alternativer Landbau“ Max Fastus (SDR) / „Weinlese“ Karl-Heinz Stecher, Heinz Camus, Uwe Günzler (HR) - Werkstatt Thema: Regionalnachrichten |

| 1982 0 |
| --- |
| Die Jury 1982: Karl-Otto Saur (SZ, Leitung); Christine Schmidt (ZDF Hamburg), Monika Moos (Freie Journalistin), Uwe Kuckei (TV Courier), Erich Helmensdorfer (FAZ), Thomas Thieringer (freier Journalist, epd) - Preisträger Kategorie I, Kurzbeiträge „Schulgeschichten. Der Lehrer von Haid und seine Kinder“ Manfred Pitterschacher (ORF) / „Auseinandersetzungen um die Startbahn West“ Hessenschau Redaktion (HR) - Preisträger Kategorie II, Langbeiträge „Lallesplatz. Jugendliche auf der Alb“ Georg M. Hafner (SWF) / „Friedensschiff“ Jo Frühwirth (SDR) / „Tanzschule auf dem Land“ Max Fastus (SDR) / „Streit um ein altes Lied. Kyffhäuser Kameradschaft contra Kirche“ Peter von Sassen (NDR Hannover) / „Hofschaft Dahl“ Manfred Höffgen (WDR) / „Brasilien Reporter“ Rudolf Werner (SDR) / „Länderspiegel. Ein Jahr Unterliederbach“ Gisela Gassner, Hans-Jürgen Haug (ZDF) - Preisträger Kategorie III, Präsentation und Moderation von Magazinen „buten un binnen“ (Bremen aktuell) Achim Tirocke, Christian Berg, Michael Geyer / „DRS vom 30. September 1981“ (DRS aktuell) - Werkstatt Thema: Nachrichten im FS |

| 1981 0 |
| --- |
| Die Jury 1981: Norbert Schneider (Dir. Gemeinschaftswerk Ev. Publizistik, Leitung); Peter Züllig (SRG), Ernst Willner (ORF), Wolfgang Purtscher (ORF), Helmut Schimanski (ZDF), Wolfgang Schumacher (ZDF Bremen), Walter Menningen (NDR Kiel), Walter Erasmy (WDR) Der Fernsehpreis wird erweitert. Erstmals dürfen außer den ARD-Sendern auch ZDF, ORF und SRG teilnehmen. - Preisträger Kategorie I, Kurzbeiträge „Hessen ohne Ausländer“ Joachim Faulstich (HR) / „Züricher Jugendhaus Saga“ Christina Konrad (SRG) / „Bundschuh Wagenburg gegen Mercedes Teststrecke“ Gisela Gassner, Hans-Jürgen Haug (ZDF) / „Fast vergessener Dichter aus Südbaden“ Kurt Heynicke, Birgit Kienzle (SWF) / „Geiselnahme in Graz“ (Landesstudio Steiermark) - Preisträger Kategorie II, Langbeiträge „Fische, Kitsch und kesse Sprüche“ Christine Schmidt, Jürgen Althoff (ZDF Hamburg) / „Ars Electronica“ Christian Schöpf / „Klöckner“ Berg, Geyer, Koch, Ellinghaus (RB) / „Menschen in Österreich“ Gerhard Roth (ORF) / „Die organisierte Verschwendung“ Leo Haffner (ORF) - Werkstatt Thema: Das Magazin |

## 1974–1980
| 1980 0 |
| --- |
| Die Jury 1980: Norbert Schneider (Direktor Gemeinschaftswerk Ev. Publizistik, Leitung); Cornelia Bolesch (SZ), Uwe Kuckei (TV-Kurier), Hartwig Suhrbier (Frankfurter Rundschau), Klaus Umbach (Der Spiegel) - Preisträger Kategorie I, Kurzbeiträge „Main-Verschmutzungen“ Dietmar Ossenberg (HR) / „Kunst aus Abfall – Ewald Kienholz“ Manfred Naegele (SDR) / „Der Faßpicher Georg Wagner aus Strullendorf“ Anka Kirchner (BR) / „Das aktuelle Lexikon – Student '79“ Wieland Backes, Rolf K. (NDR) / „Wird Bremen unbewohnbar – Ein Stern für Hemelingen“ Anna Dünnebier (RB) / „Die unsichtbare Gefahr – Trinkwasser aus der Weser“ Charlotte Richters (RB) / „Zu Gast: July Blum – Aus dem Leben einer Bauernmagd“ Birgit Kienzle (SWF) / „Steinkreuze in Oberfranken“ Anka Kirchner (BR) / „Vor Ort – Bomben auf Bochum – 40 Jahre danach“ Johannes Volker-Wagner (WDR) - Sonderpreis für Elektronische Berichterstattung „Nebelunfälle auf der Autobahn Köln-Koblenz“ (WDR) - Werkstatt Thema: Elektronische Berichterstattung |

| 1979 0 |
| --- |
| Die Jury 1979: Hans Abich (ehem. Programmdirektor ARD, Leitung); Cornelia Bolesch (SZ), Rudolf Werner (SDR, Preisträger vom Vorjahr), Helmut Sethe (Husumer Nachrichten) Eingereicht wurden 66 Beiträge. - Preisträger Kategorie I, Kurzbeiträge „Konkurs – Eine Firma wird aufgelöst“ Jo Frühwirth (SDR) / „Kunststreit in Borsinghausen“ Hans-Jürgen Hermel (SDR) / „Parabel“ Hans-Georg Palmowski / „Schüler im Landtag“ Reiner Kaufmann (SWF) / „Autistisches Kins“ Klaus Rentzsch (NDR) / „Realschule Syke“ Karen Ulderup (RB) / „Schwäbisch Hall“ Wieland Backes (SDR) / „Anno dazumal – Hütekinder“ Sarah Palmer (SDR) / „Reservisten-Übung“ Wolf Zeitz (RB) / „Schutzzone aber nichts mehr zu schützen“ Werner Latsch (NDR) / „Ich hoffe, daß es ein Leben lang hält“ Constanze v. Schilling (SDR) / „Europarat in Bremen“ Fritz A. Bauchwitz, Jürgen C. Petersen, Karen Ulderup (RB) / „Paragraph 218 – Ein Konflikt ohne Ende“ Karin Föhr (WDR) / „Matrosen, Räte, Republiken“ Hartmut Itzko, Jörg Knickrehm (NDR) / „Beobachtungen beim Volksbegehren“ Theo A. Löbbert / Jochen Kaufmann (WDR) / „Trebegänger“ Frank Odenthal (SWF) - Werkstatt Thema: Landespolitik – Kernstück der Regional-Berichterstattung |

| 1978 0 |
| --- |
| Die Jury 1978: Frank Odenthal (SWF), Tilmann Brucker (SFB), Helge Cramer (BR), Lucian Neitzel (NDR), Jochen Wolf (NDR), Ray Müller (BR), Dagmar Voss (NDR) 1978 sind überraschend sämtliche Jury-Mitglieder auch als Preisträger ausgezeichnet worden. - Preisträger Kategorie I, Kurzbeiträge „IBM Ansiedlungen in Leonberg“ Wieland Backes (SDR) / „Juli – Bilder von einem Monat“ Dieter Zimmermann (SDR) / „Auf die Plätze (Schulsport)“ Ekkehard Bauer (BR) / „Betriebsrat einer Nürnberger Firma unter Druck“ Christoph Baumann (BR) - Preisträger Kategorie II, Langbeiträge „Stationen einer Odyssee; Griechische Gemeinde in Heidelberg“ Rainer Kaufmann (SWF) / „Unterwegs – 4000 PS“ Manfred Vierkorn (WDR) / „Dreimal Kaiserthemen“ Hugo Göke (SWF) / „Kunst auf dem Dorf: Beckingen“ Harald Meimeth (SR) / „Machtmittel Zeitung“ Frank Odenthal (SWF) / „Parabel“ Tilmann Brucker (SFB) / „Der alte Mann und sein Auto“ Helge Cramer / Klaus Steffens (BR) / „Herr über tausend Kehlen“ Ralf Werner (SR) / „Bildermacher“ Dagmar Voss (NDR) / „Fall Peter Brückner“ Lucian Neitzel / Jochen Wolf (NDR) / „50 Jahre“ Ray Müller (BR) - Werkstatt Thema: Bürgernähe |

| 1977 0 |
| --- |
| Die Jury 1977: Heinz Rathsack (ehem. Direktor der DFFB, Leitung); Marianne Engels-Weber (Fernsehjournalistin), Franziska Kutschera (HR), Michael Schmid-Ospach (Publizist), Kai Krüger (RB) - Preisträger Kategorie I, Kurzbeiträge „Fristlos gekündigt“ Hans Peter Herbst (NDR) / „Die wilde Luise“ Harald Meimeth (SR) / „Ärgernis der Woche. Herzinfarkt in der Strassenbahn“, keine weiteren Informationen - Preisträger Kategorie II, Langbeiträge „Zurück nach Spanien für immer“ Herrmann Schroer (SWF) / „Unterrichtsverbot für eine Religionslehrerin“ Volker Privonitz (SWF) / „Tanken und Rasten“ Achim Tirocke (SWF) / „Gulfhaus Vechta“ Karen Ulderup (RB) „Zu Gast: Gottfried Eichkorn“ (SWF) / „Melken und Malen“ Sarah Palmer (SDR) / „Müllverbrennungsanlage“ Inka Eckermann (RB) / „Der Fall Kamminga“ Ursula Vossen / Reinhard Kleinmann (WDR) / „Dennoch wollen sie bleiben. Griechische Jugendliche in Bremen“ Heide Nullmeyer (RB) - Werkstatt Thema: Produktionsbedingungen der Regionalprogramme |

| 1976 0 |
| --- |
| Die Jury 1976: Hans Arnold (ehem. Programmdirektor ARD, Leitung); Marianne Engels-Weber (Fernsehjournalistin), Gisela Stelly (Autorin u. Filmemacherin, Hamburg), Rainer Kaufmann (Preisträger Vorjahr), Michael Schmid-Ospach (WDR) - Preisträger Kategorie I, Kurzbeiträge „Aus alt mach Schutt“ Karen Ulderup, Kamera: Fiedler (RB) / „14 Stunden in einem Pflegeheim“ Peter Gosch, Kamera: Rainer Schöffer (NDR) / „Nutzungsentgelt – Verdienen Professoren zuviel nebenbei“ Willy Reschl, Günter Wölbert, Kamera: Gernot Kunz (SDR) / „Wohngemeinschaft – Welche Chancen hat die Rentnerkommune“ Michaele Scherenberg, Dieter Jankuhn (SDR) / „Kaffeefahrten“ Götz Balonier, Kamera: Werner Sodemann (HR) / „Ohne Not in Schuld geraten. Das Schicksal einer jungen Frau“ Karl-Heinz Vest, Kamera: Eckfried Schöne (WDR) / „Bauer Bentele“ Oskar Zerlacher / Ulrich Weyh (SWF) - Preisträger Kategorie II, Langbeiträge „Revolution an der Küste“ Kai Krüger (RB) / „Mit Taubstummen kann man reden“ Anka Kirchner, Kamera: Horst Lerner (RB) / „Die Rache des Rheins“ Gebhard Plangger, Kamera: Arno Wegener (SWF) - Werkstatt Thema: „7 1/4 Stundenangebot“ |

| 1975 0 |
| --- |
| Die Jury 1975: Hans-Joachim Lange (ehem. Programmdirektor SWF, Leitung); Helma Sanders (NDR), Dagmar Voss (NDR), Wolf Donner (Die Zeit) - Preisträger Kategorie I, Kurzbeiträge „Totalausverkäufe – Das große Geschäft“ Armin Müller (WDR) / „Vertriebenenstaatssekretär Mocker“ Porträt, Rainer Kaufmann (SWF) / „Zigeuner auf Wohnungssuche“ Franziska Kutschera (HR) / „Hoffnungen für Epileptiker“ Gert Monheim (WDR) / „Lebenslänglich verurteilt und vergessen“ Fritz Schindler (SDR) / „Aus Leichtsinn gefährdet“ Heide Schaar-Jacobi (NDR) / „Leuchtturm Vogelsand“ Bodo Schröter (RB) - Werkstatt Thema: Unterbewertung der Regionalprogramme in den Häusern |

| 1974 / Gründungsjahr 0 |
| --- |
| Erstmalige Ausrichtung. Die Jury 1974: Heinz Rathsack (ehem. Direktor der DFFB, Leitung); Barbara Bronnen (Filmkritikerin, München), Lutz Besch, (Fernsehautor, Wagrain, Österreich), Michael Schmid-Ospach (Redakteur, Ev. Pressedienst, Frankfurt), Josef Dobyrchlop (kritischer Zuschauer aus Bremen) - Preisträger Kategorie I, Kurzbeiträge „Was tut Donald Duck im Gemüsegarten“ Dagmar Voss (NDR) / „Kredithaie“ Barbara Dickmann (HR) / „Augenbank in Bonn“ Johannes Kaul (WDR) / „Prügelpauker“ Walter Rüdel (SDR) / „Rockerterror oder Terror gegen Rocker“ Gerda Börner (NDR) / „Häuserabbruch“ Inka Eckermann (RB) / „Die Alten sind noch nicht vergessen“ Karl-Heinz Vest (WDR) / „Turn black out“ Walter Sucher (SDR) / „LMA“ Ulrich E. Müller (SDR) / „Kleingärtner“ Karen Ulderup und Jürgen C. Petersen (RB) - Ehrende Anerkennung „Hitparade“ vom 29. Dezember 1973, Manfred Naegele (SDR) |